# O Incio
O Incio ist eine spanische Gemeinde (Concello) mit 1.508 Einwohnern (Stand: 2024) in der Provinz Lugo der Autonomen Gemeinschaft Galicien.

## Geografie
O Incio liegt im südlichen Teil der Provinz Lugo ca. 45 Kilometer südsüdöstlich der Provinzhauptstadt Lugo.
Umgeben wird O Incio von den fünf Nachbargemeinden:
|          | Sarria                                      |       |
| Paradela | Kompassrose, die auf Nachbargemeinden zeigt | Samos |
| Bóveda   | A Pobra do Brollón                          |       |

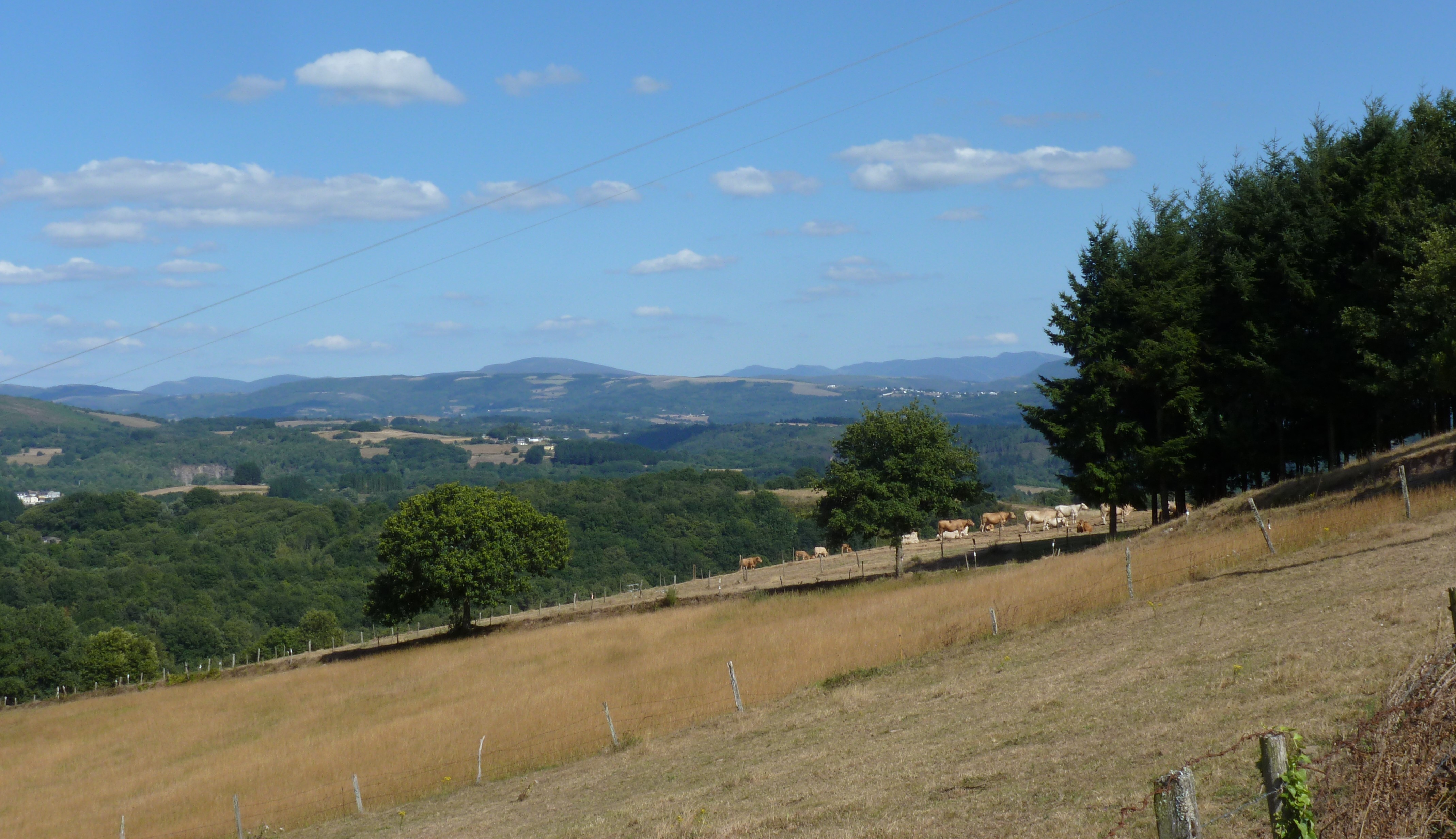
Landschaft in O Incio

O Incio befindet sich in einer Übergangszone zwischen der Senke von Monforte im Südwesten und der Sierra do Courel im Osten. Höchste Erhebungen sind der Legúa (1306 m) im äußersten Südosten, der Modorriñas (1162 m) im Osten und der Pico de Cabude (1015 m) im Zentrum des Gemeindegebiets.
Der Rio Mao entspringt auf dem nordöstlichen Gebiet der Gemeinde und durchquert es in südwestlicher Richtung. Auf dem Weg zur Nachbargemeinde Bóveda wird der Fluss im Encoro de Vilasouto gestaut. Der 1966 fertiggestellte Stausee versorgt die Gemeinden Bóveda, Monforte de Lemos und Sober mit Trinkwasser.

## Klima
|                        | Jan | Feb | Mär  | Apr | Mai  | Jun  | Jul  | Aug  | Sep  | Okt  | Nov  | Dez |   |      |
| Mittl. Temperatur (°C) | 4,8 | 5   | 7,3  | 9,2 | 12,2 | 16   | 17,8 | 18,1 | 16,1 | 12,4 | 7,5  | 5,4 | ⌀ | 11   |
| Mittl. Tagesmax. (°C)  | 8,7 | 9,5 | 12,2 | 14  | 17,1 | 21,1 | 23,3 | 23,8 | 21,8 | 17,1 | 11,3 | 9,4 | ⌀ | 15,8 |
| Mittl. Tagesmin. (°C)  | 1,4 | 0,9 | 2,6  | 4,4 | 7,2  | 10,8 | 12,7 | 12,7 | 10,9 | 8,1  | 4,1  | 2   | ⌀ | 6,5  |
|                        |     |     |      |     |      |      |      |      |      |      |      |     |   |      |
| Niederschlag (mm)      | 148 | 114 | 116  | 117 | 103  | 68   | 43   | 47   | 77   | 143  | 163  | 154 | Σ | 1293 |
|                        |     |     |      |     |      |      |      |      |      |      |      |     |   |      |
| Sonnenstunden (h/d)    | 3,8 | 4,8 | 6,0  | 6,8 | 8,0  | 8,9  | 9,1  | 9,0  | 8,3  | 6,3  | 4,2  | 4,1 | ⌀ | 6,6  |
|                        |     |     |      |     |      |      |      |      |      |      |      |     |   |      |
| Regentage (d)          | 11  | 9   | 9    | 11  | 10   | 8    | 6    | 6    | 7    | 10   | 12   | 11  | Σ | 110  |
|                        |     |     |      |     |      |      |      |      |      |      |      |     |   |      |
| Luftfeuchtigkeit (%)   | 86  | 82  | 78   | 78  | 76   | 74   | 71   | 69   | 71   | 78   | 85   | 84  | ⌀ | 77,6 |

| 1,4 |

| 0,9 |

| 2,6 |

| 4,4 |

| 7,2 |

| 10,8 |

| 12,7 |

| 12,7 |

| 10,9 |

| 8,1 |

| 4,1 |

| 2 |

| 1,4 |

| 0,9 |

| 2,6 |

| 4,4 |

| 7,2 |

| 10,8 |

| 12,7 |

| 12,7 |

| 10,9 |

| 8,1 |

| 4,1 |

| 2 |

Das Klima zeichnet sich durch mäßig warme Sommer und relativ milde Winter aus. Knapp die Hälfte der Niederschläge fällt in den Monaten Oktober bis Januar. Luftfeuchtigkeit, Niederschlagsmengen und Anzahl der Regentage pro Monat nehmen in den Sommermonaten Juni bis September deutlich ab.

## Bevölkerungsentwicklung der Gemeinde
Legende: Incio___O Incio

Quelle: INE-Archiv – grafische Aufarbeitung für Wikipedia
Nach einem Anwachsen der Gemeindegröße auf über 8000 Einwohner zu Beginn des 20. Jahrhunderts sank die Zahl der Bevölkerung stetig bis unter 2000. Zwischen 1981 und 1991 schrumpfte die Gemeindegröße allein um ungefähr einem Drittel.
| Männer | Alterstufe | Frauen |
| ------ | ---------- | ------ |
| 1      | 100+       | 1      |
| 9      | 95–99      | 11     |
| 21     | 90–94      | 39     |
| 44     | 85–89      | 71     |
| 39     | 80–84      | 50     |
| 73     | 75–79      | 68     |
| 67     | 70–74      | 71     |
| 80     | 65–69      | 47     |
| 76     | 60–64      | 61     |
| 66     | 55–59      | 44     |
| 60     | 50–54      | 51     |
| 35     | 45–49      | 38     |
| 30     | 40–44      | 30     |
| 38     | 35–39      | 42     |
| 34     | 30–34      | 31     |
| 25     | 25–29      | 18     |
| 18     | 20–24      | 17     |
| 18     | 15–19      | 16     |
| 12     | 10–14      | 21     |
| 16     | 5–9        | 12     |
| 9      | 0–4        | 11     |

Am 1. Januar 2021 waren ca. 47 % der Bevölkerung (50 % der Männer, 44 % der Frauen) im erwerbsfähigen Alter (20–64), während dieser Wert für ganz Spanien ca. 61 % betrug.
Die erhebliche Überalterung der Bevölkerung der Gemeinde zeigt folgende Tabelle, bei der das Verhältnis von Gruppen von älteren Personen mit Gruppen von Personen der jüngeren Generation verglichen wird:
| Alter | Anzahl Personen | Alter | Anzahl Personen | Provinz | Galicien | Spanien |
| ----- | --------------- | ----- | --------------- | ------- | -------- | ------- |
| 60–64 | 100             | 20–24 | 26              | 49      | 58       | 79      |
| 55–59 | 100             | 15–19 | 31              | 45      | 57       | 71      |
| 50–54 | 100             | 10–14 | 30              | 47      | 56       | 68      |

## Gemeindegliederung
Die Gemeinde O Incio ist in 28 Parroquias gegliedert:
| Parroquias            | Patrozinium    | Einwohner 2024 | Fläche km² | Dichte Einw./km² | Höhe msnm | Ortskennzahl |
| --------------------- | -------------- | -------------- | ---------- | ---------------- | --------- | ------------ |
| Bardaos               | San Xoán       | 33             | 2,72       | 12               | 717       | 27024010000  |
| Castelo de Somoza     | San Tomé       | 26             | 2,08       | 13               | 582       | 27024030000  |
| A Cervela             | San Cristovo   | 97             | 8,30       | 12               | 0         | 27024040000  |
| Covela                | San Pedro      | 18             | 2,60       | 7                | 494       | 27024050000  |
| Eirexalba             | Santo Estevo   | 53             | 5,11       | 10               | 496       | 27024060000  |
| Foilebar              | Santa María    | 51             | 6,35       | 8                | 935       | 27024070000  |
| Goó                   | Santa María    | 47             | 2,19       | 21               | 532       | 27024080000  |
| O Hospital            | San Pedro Fiz  | 23             | 3,84       | 6                | 751       | 27024090000  |
| O Incio               | Santa Cruz     | 209            | 1,87       | 112              | 749       | 27024110000  |
| Laiosa                | San Martiño    | 102            | 8,62       | 12               | 481       | 27024130000  |
| Noceda                | San Xoán       | 69             | 5,32       | 13               | 460       | 27024170000  |
| Pacios                | Santa María    | 22             | 2,26       | 10               | 652       | 27024180000  |
| Reboiro               | Santa María    | 44             | 3,98       | 11               | 670       | 27024190000  |
| Rendar                | Santa María    | 48             | 3,22       | 15               | 667       | 27024200000  |
| Rubián de Cima        | San Vicenzo    | 42             | 2,82       | 15               | 534       | 27024210000  |
| San Pedro do Incio    | San Pedro      | 59             | 10,44      | 6                | 531       | 27024100000  |
| San Román do Mao      | San Román      | 29             | 1,58       | 18               | 778       | 27024140000  |
| San Salvador do Mao   | San Salvador   | 69             | 7,91       | 9                | 737       | 27024150000  |
| Santa María do Mao    | Santa María    | 115            | 7,05       | 16               | 674       | 27024160000  |
| Santa Mariña do Incio | Santa Mariña   | 21             | 7,53       | 3                | 859       | 27024120000  |
| Santalla de Bardaos   | San Xulián     | 25             | 2,52       | 10               | 641       | 27024020000  |
| Sirgueiros            | San Xoán       | 25             | 4,44       | 6                | 679       | 27024220000  |
| Toldaos               | Santiago       | 44             | 5,14       | 9                | 667       | 27024230000  |
| Trascastro            | Santalla       | 64             | 20,14      | 3                | 649       | 27024240000  |
| Vila de Mouros        | San Miguel     | 83             | 3,79       | 22               | 552       | 27024250000  |
| Vilarxoán             | San Lourenzo   | 8              | 3,58       | 2                | 879       | 27024260000  |
| Vilasouto             | San Mamede     | 54             | 6,25       | 9                | 492       | 27024270000  |
| O Viso                | Santa Cristina | 44             | 4,46       | 10               | 519       | 27024280000  |

Der Sitz der Gemeinde befindet sich in der Parroquia O Incio.

## Sehenswürdigkeiten

### Castros
Die Castro-Siedlungen, die hauptsächlich aus der Eisenzeit stammen, erstrecken sich über das gesamte Gemeinde und beweisen, dass sein Gebiet seit jeher besiedelt ist. Diese Kultur geht auf das siebte und zweite Jahrhundert v. Chr. zurück, ein Großteil der Castros in O Incio auf das 5. Jahrhundert v. Chr., mit späteren Gründungen, die bereits der  Römerzeit angehören.
In O Incio finden wir mehr als 20 identifizierte und lokalisierte Castros. Die meisten dieser Bauwerke befinden sich an hohen Stellen und waren leicht zu verteidigen. Sie wurden durch Mauern und in den meisten Fällen durch Verteidigungsgräben geschützt, mit variablen Formen, überwiegend kreisförmig und elliptisch.
- Castro de Santa Cristina (Eisenzeit)
- Roda do Castro oder Castro de Goó (Eisenzeit)
- Castro da Roda oder Castro de Vilarxoán (Eisenzeit, später romanisiert)
- Agro do Castro oder Pena do Castro (Eisenzeit)
- Tras da Aira
- A Roda Alta oder Castro de Castragude (romanisiert)
- Castro de Hospital (Eisenzeit, später romanisiert)
- Castro de Igrexario (Eisenzeit)
- Castro de Castelo (Eisenzeit)
- Castro de Lebón (Eisenzeit)

### Petroglyphen
Die Vorläufer der Schrift reichen bis in die Jungsteinzeit zurück und die aus in Stein gemeißelte symbolische Muster sind auch im Gebiet der Gemeinde O Incio zu finden. Die meisten dieser Petroglyphen stammen aus der Eisen- und Bronzezeit mit verschiedenen Formen, hauptsächlich Tassen, Hufeisen und anthropomorphe Formen. Die Bilder wurden mit verschiedenen Methoden des Hackens, Kratzens, Einschneidens durch Stöcke, Steine oder Knochen in Stein gemeißelt. Sein Zweck war es, eine Geschichte durch die Gravur historischer Fakten, geologischer oder ritueller Fakten zu vermitteln. Seine Lage in einigen Fällen durch Bebauung und die Landwirtschaft der modernen Bevölkerung sowie der Lauf der Zeit gefährdet ihre Erhaltung. Dies erschwert ihren Besuch. Zwei von ihnen befinden sich neben dem Vilasouto-Stausee, der sie zu bestimmten Jahreszeiten mit Wasser bedeckt.
- Petróglifos da Ruta do Ferro (Eisenzeit)
- Agro do Pepe da Ferrería (Bronzezeit)
- Pena Escrita (de Treimonte) (Bronzezeit)
- Petróglifos do Monte das Seixas
- Petróglifos na Serra de Santa Mariña

### Nekropolen
Die Megalithkultur zeichnete sich durch den Bau von Grabdenkmälern, sogenannten Nekropolen aus, wobei zu diesem Zweck riesige Steinblöcke verwendet wurden. Die für Bestattungen bestimmten Orte, auch Modorras genannt, stellen ein wichtiges Erbe dieser Kultur dar, die in einigen Fällen romanisiert wurde. Die meisten von ihnen bestehen aus mehreren Rundgräbern als Abwehrsystem und in mehreren von ihnen wurden alte Artefakte und Knochenreste gefunden. Besonders hervorzuheben ist die Nekropole von Santa Mariña, da es eine der größten Konzentrationen von Grabarchitekturen im Nordwesten der Halbinsel ist und sie wurde 2006 zu einem Bien de Interés Cultural erklärt. Es befindet sich derzeit in einem veränderten Erhaltungszustand durch die Landwirtschaft und den Lauf der Zeit.
- Necrópole de Santa Mariña (Zwischen ausgehender Jungsteinzeit und beginnender Bronzezeit)
- A Medorra de Cereixido (Jungsteinzeit)
- Modorro de San Pedro (Römische Epoche)
- Medorra de Bardaos
- Túmulos do Monte Carboeiro
- Necrópole de Belesar

### Ländliche Ortskerne
Die Architektur der Ortskerne von O Incio genießt eine große Einzigartigkeit und Vielfalt sowie einen großen historischen Wert sowohl für seine Gebäude als auch für seine architektonische Anordnung. Die Häuser sind hauptsächlich aus Stein gebaut und mit Walmdächern aus Schiefer gedeckt. Sie zeichnen sich durch zylindrische Säulen, Holzkorridore, Innen- und Außenhöfe aus. Mit bestimmten Häusern verbunden sind Kapellen und Wappen, die von der Pachtzeit und den in vergangenen Zeiten im Gebiet des Incio anwesenden Herrschaften berichten. Bauernhäuser  aus den gleichen Materialien, aber viel bescheidener, haben auch andere Bauausführungen, die mit land- und forstwirtschaftlichen Aufgaben verbunden sind, wie Scheunen, Taubenschläge, Veranden.
Die Lage und Verteilung der Ortskern zeigen die enge Beziehung des Menschen zur Natur und die Integration der verschiedenen Nutzungen und des sozialen Status, wobei sich die Casas Grandes und Pazos mit Bauernhäusern, Kirchen und ergänzenden Gebäuden wie Wäschereien, Trinkbrunnen, Brunnen abwechseln.
- O Hospital de Incio (Ländlicher Ortskern)
  - Pazo dos Quiroga (Herrenhaus, 17. Jahrhundert)
  - Casa Nobre dos Somoza (Casa, Mitte 15. Jahrhundert)
  - Pfarrkirche San Pedro Fiz de Hospital (Romanisch, 12. bis 13. Jahrhundert, Bien de Interés Cultural seit 1981)

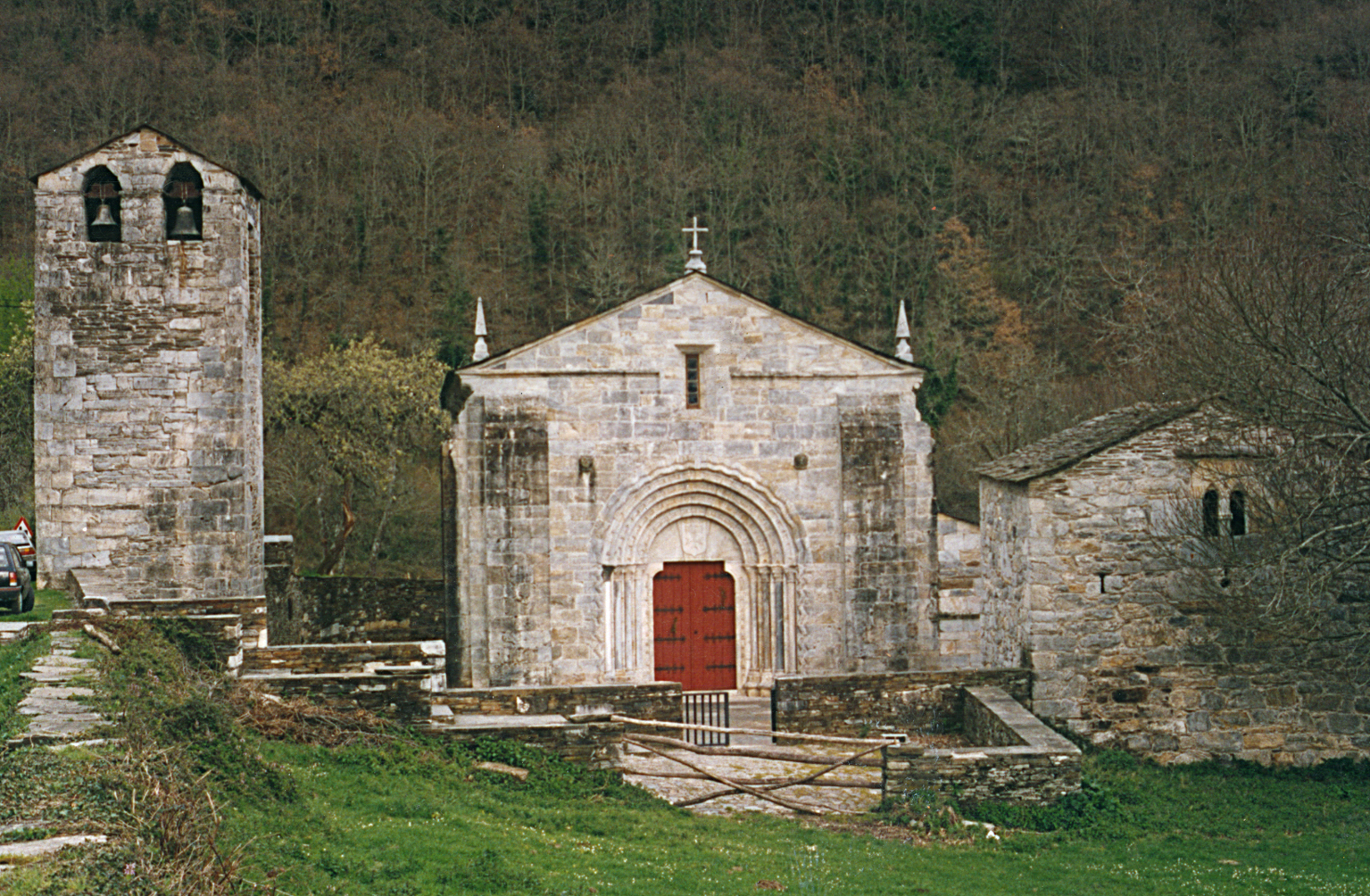
Pfarrkirche San Pedro Fiz de Hospital
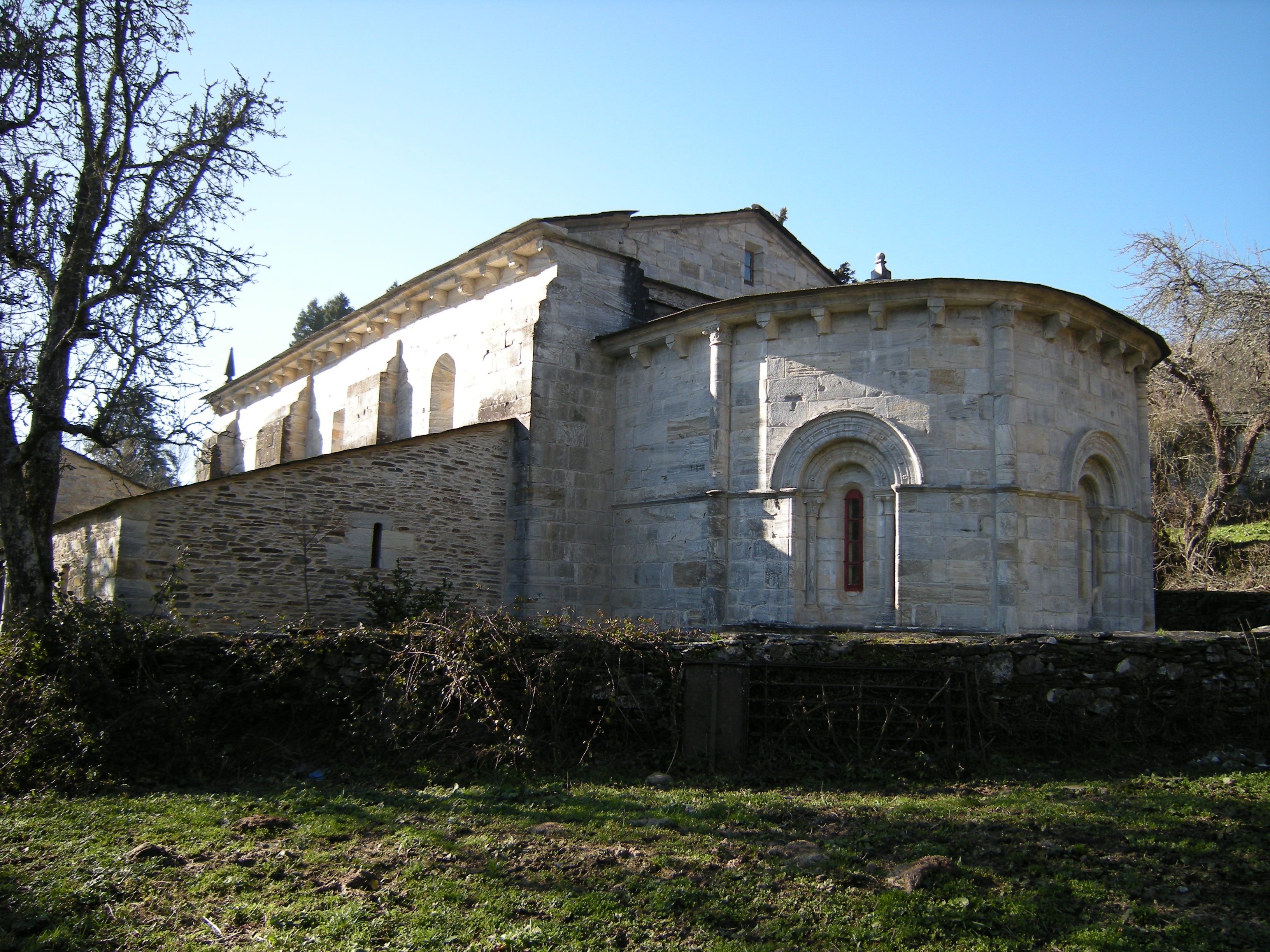
Apsis
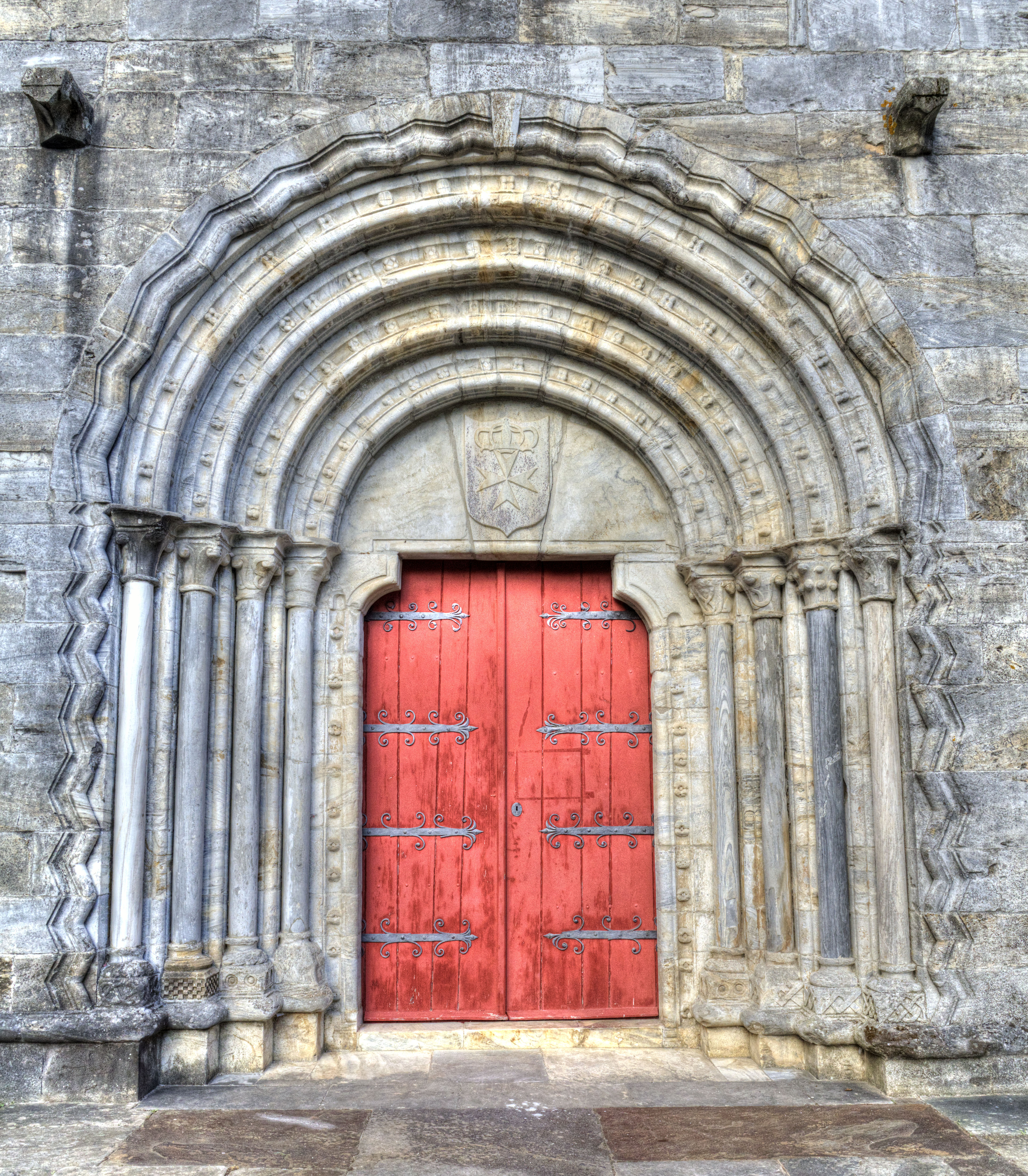
Eingangsportal
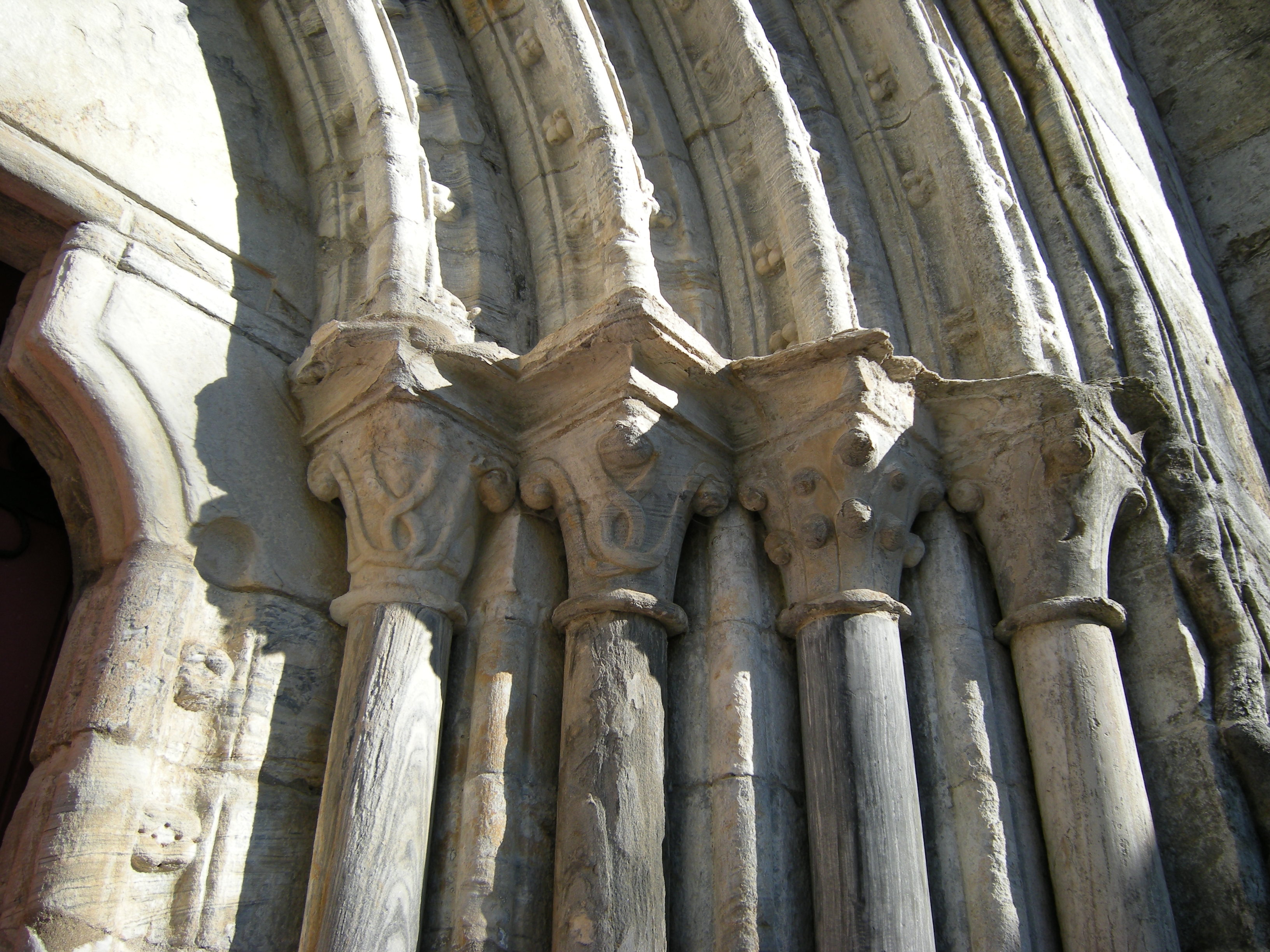
Säulenkapitelle
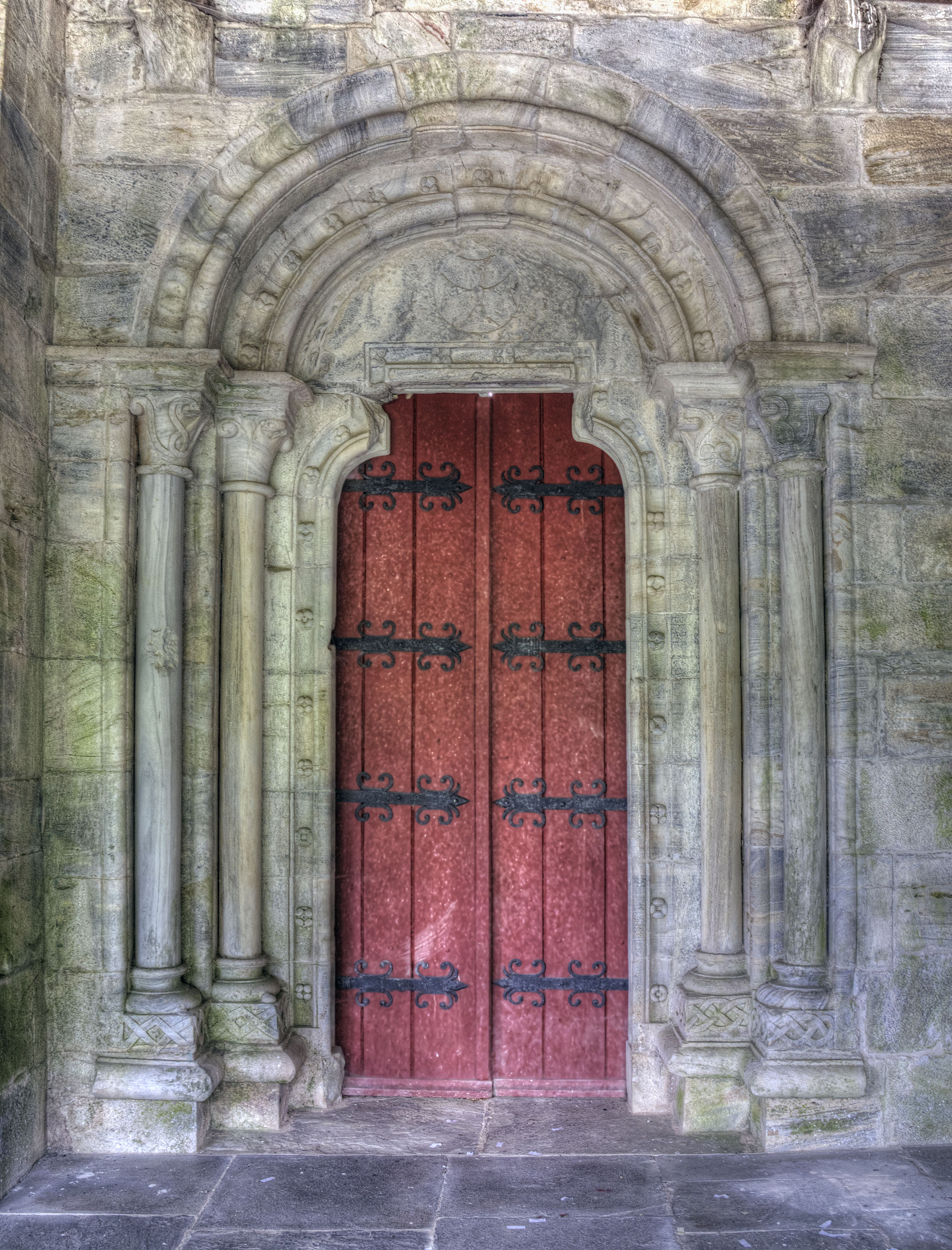
Seiteneingang
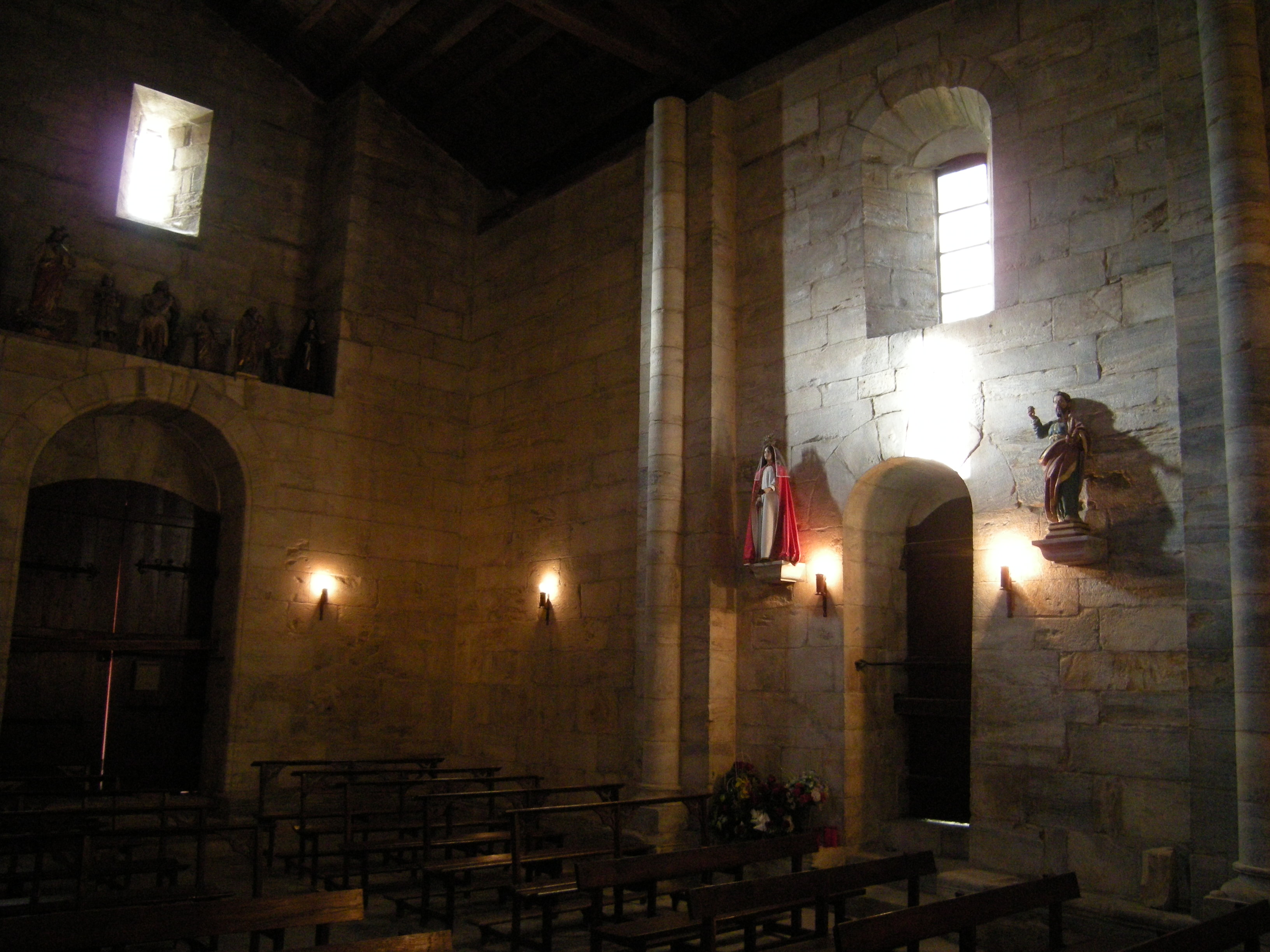
Kircheninneres
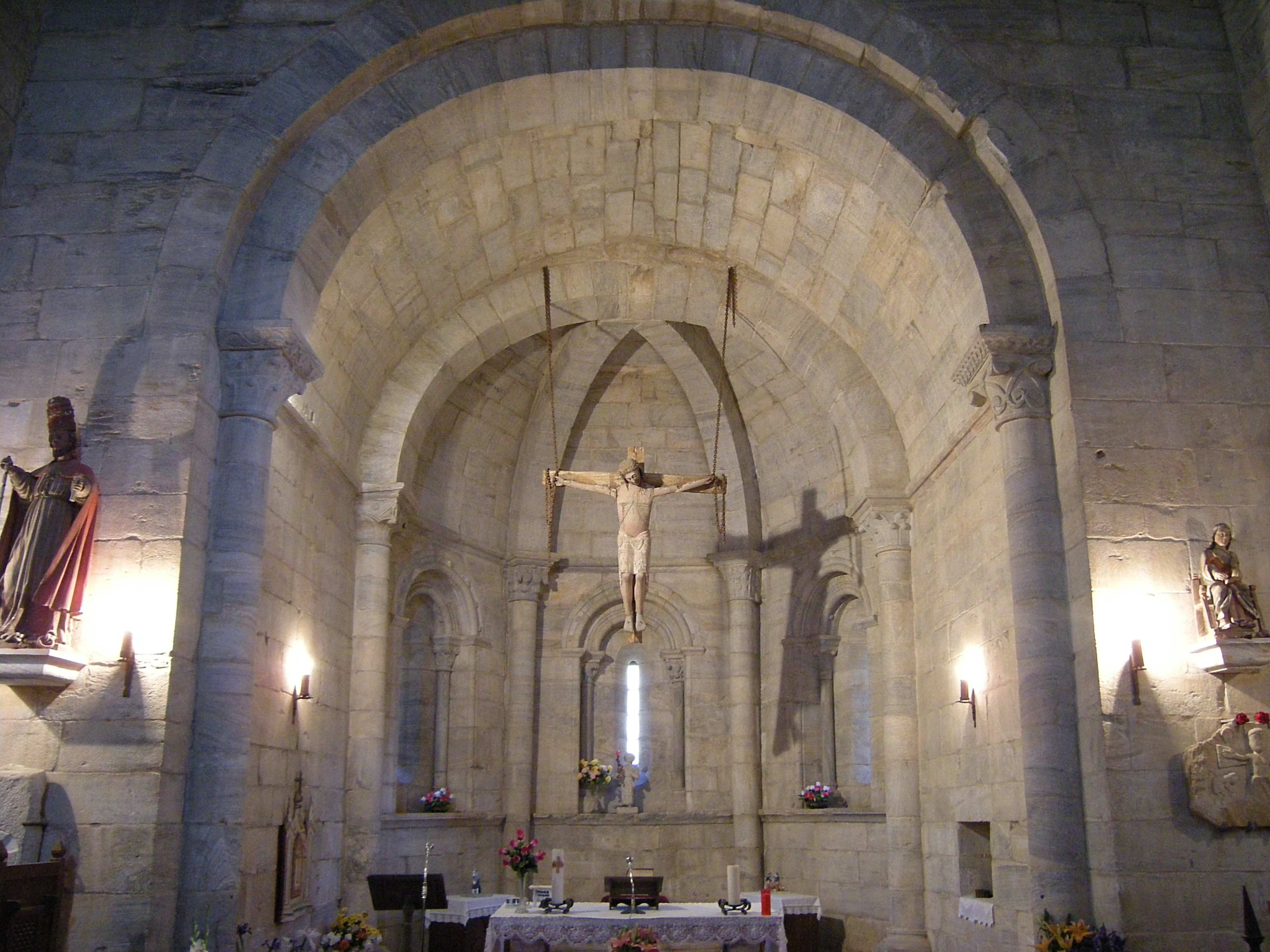
Altarraum
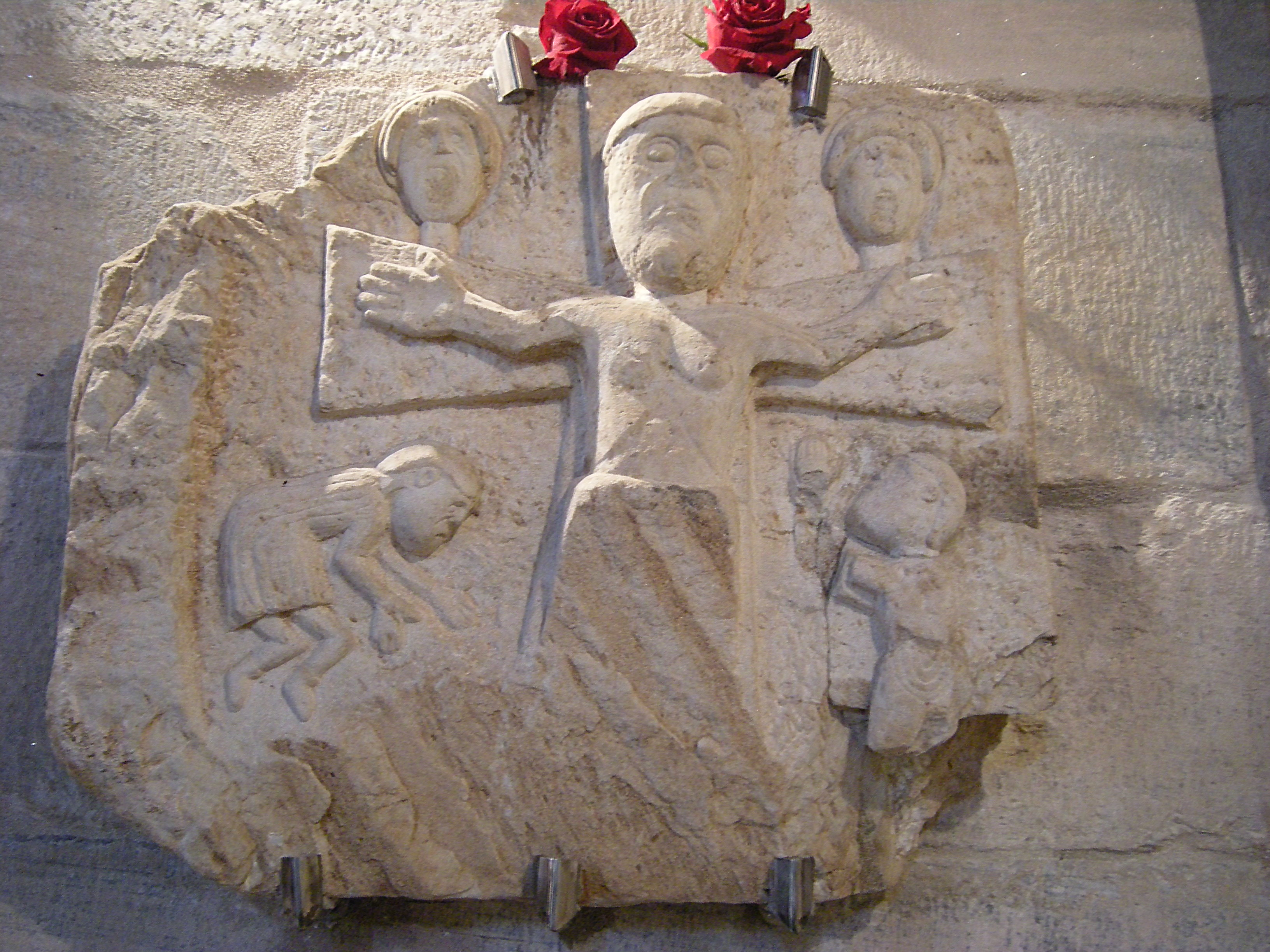
Wandskulptur

- A Ferrería de Incio (Ländlicher Ortskern)
  - Casa Pazo de A Ferrería (Casa, Ende 15. Jahrhundert)
  - Hotel Balneario de A Ferrería (Casa, 1884 erbaut)
  - Fonte do Balneario (Quelle)
- Laiosa (Ländlicher Ortskern)
  - Casa Pazo de Laiosa (Casa, 15. Jahrhundert)
  - Casa Señorial dos Arechaga (Casa, 17. Oder 18. Jahrhundert)
  - Pfarrkirche San Martiño de Laiosa (Zeitpunkt der Errichtung unbekannt)
  - Pazo da Edra (Herrenhaus, Anfänge im 15. Jahrhundert, aktueller Bau aus dem 17. Jahrhundert mit Erweiterungen aus dem 18. Jahrhundert)

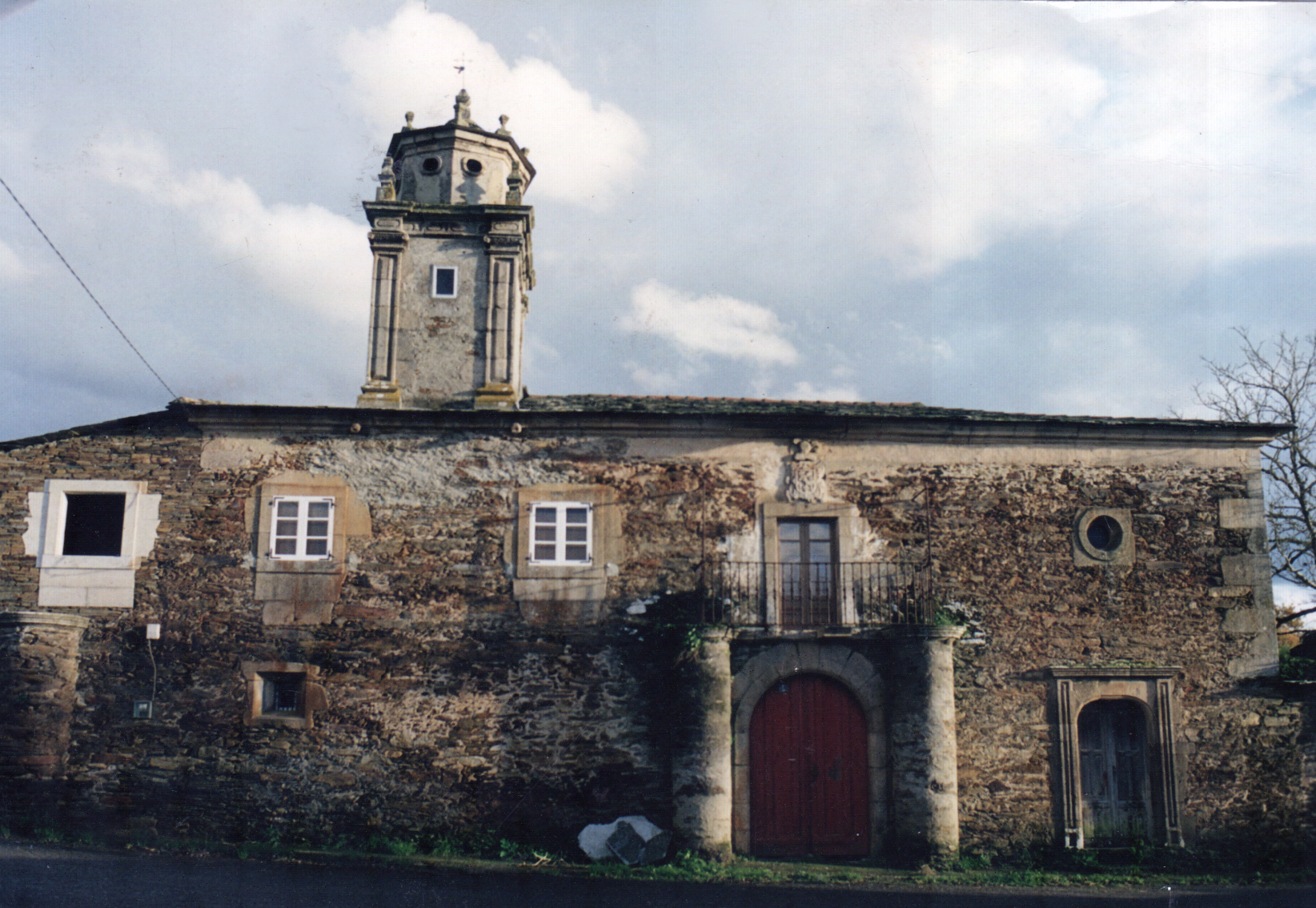

### Herrenhäuser
In der Gemeinde von O Incio gibt es eine Anzahl von Herrenhäusern, von denen sich ein großer Teil in den Parroquias Hospital, A Ferrería und Laiosa, aber auch über das gesamte Territorium verteilt zu finden sind. Das bekannteste Haus ist das Casa Forte de Castragude aus dem 15. Jahrhundert. Der Großteil der Gebäude stammt allerdings aus dem 16. und 17. Jahrhundert und verloren aufgrund der späteren Renovierungen und Anbauten an Wert. Heute sind einige dieser Häuser bewohnt und in einem ziemlich guten Erhaltungszustand, Größe und der Mangel an Renovierungen führen andererseits auch dazu, dass viele weitere Häuser verlassen und dem Verfall nahe sind.
- Casa Pazo de Dompiñor (Mitte des 15. Jahrhunderts errichtet)
- Casa Grande de Belesar (16. Jahrhundert)
- Pazo de Romariz (17. Jahrhundert)
- Pazo de Alvarado (17. Jahrhundert)
- Casarío de San Miguel (Genauer Zeitpunkt der Errichtung unbekannt)
- Casa de Veiga de Arriba (Zeitpunkt der Errichtung unbekannt)
- Casa Amedo (Zeitpunkt der Errichtung unbekannt)
- Casa de Abeledo (Zeitpunkt der Errichtung unbekannt)
- Casa Señorial de Pereira de Arriba (1774 anstelle eines früheren Baus errichtet)
- Casa Pazo de Calvos (Frühes 17. Jahrhundert)
- Casa Forte de Castragude
- Casa Forte de Guerra (17. Jahrhundert)
- Casa dos Armesto ou Préstamo (17. Jahrhundert)
- Casa do Mao (18. Jahrhundert)
- Casa Priorato ou Casa Reitoral

### Pfarrkirchen
Die Gemeinde hat 28 Pfarreien (Parroquias) und jede
von ihnen besitzt ihre eigene  Kirche, mit Ausnahme der Pfarrei Vilasouto, das nach dem Bau des Stausees und der Aufgabe der alten romanischen Kirche zwei hat. Die Pfarrei ist keine verwaltungstechnische jedoch soziale Einheit, weil die Bevölkerung des jeweiligen Ortes zur Messe in die Kirche geht, zu der die Pfarrei gehört. Der Incio besitzt mit der Pfarrkirche O Hospital do Incio ein außergewöhnliches romanisches Bauwerk aus dem 12. und 13. Jahrhundert, das von den Rittern des Malteserordens gebaut wurde und derzeit als Kulturgut geschützt ist. Es gibt sieben weitere Kirchen mit romanischen Überresten, obwohl nicht alle ihre vollständige Struktur aufgrund späterer Umarbeiten beibehalten haben und sich in unterschiedlichen Erhaltungszuständen befinden.
- Pfarrkirche Santa María do Mao (8. oder 9. Jahrhundert)
- Pfarrkirche San Salvador do Mao (9. Jahrhundert)
- Kirche San Román do Mao
- Pfarrkirche San Cristovo de A Cervela (Romanisch, Umbau im 18. Jahrhundert)

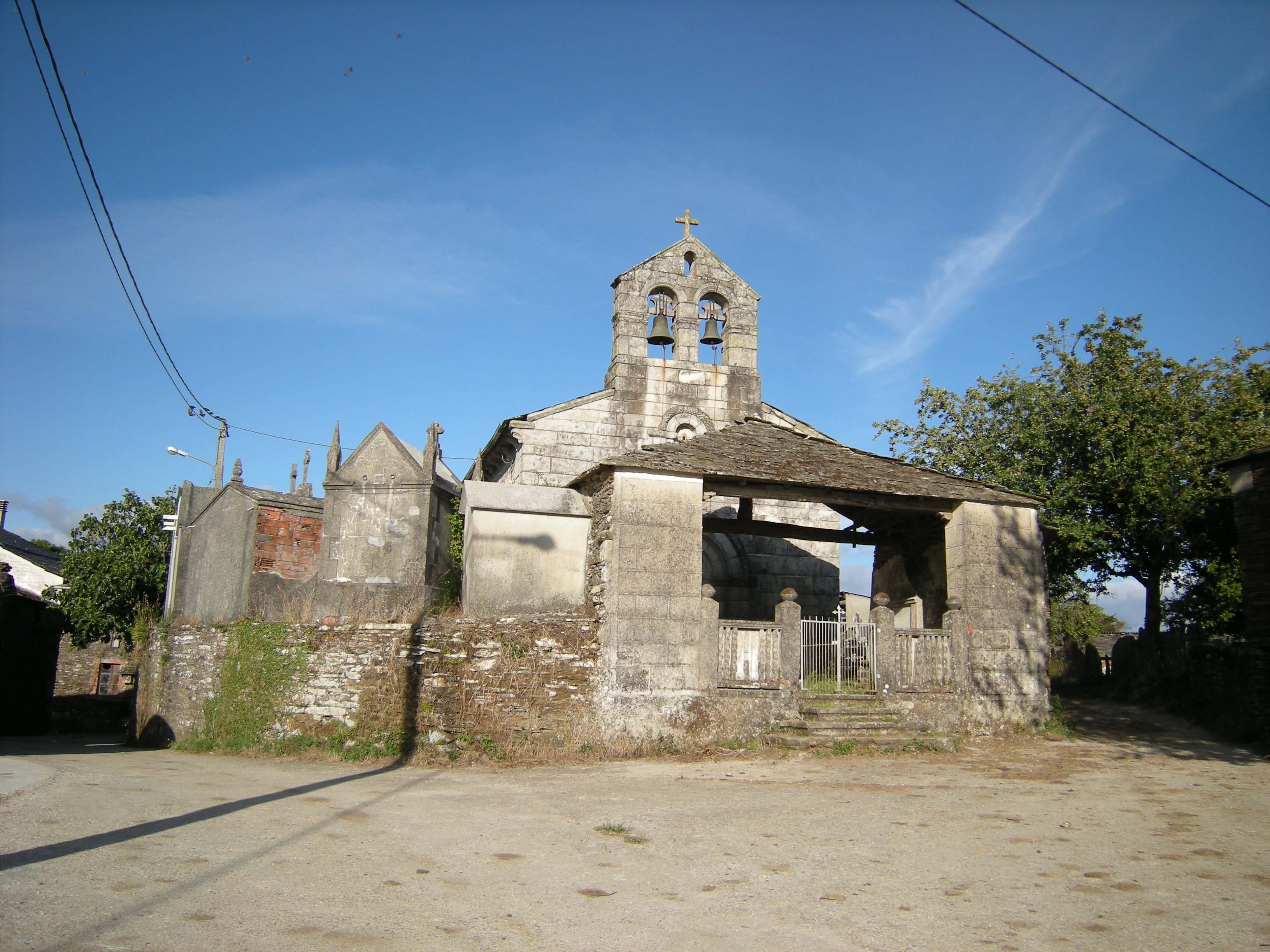
Pfarrkirche San Cristovo de A Cervela
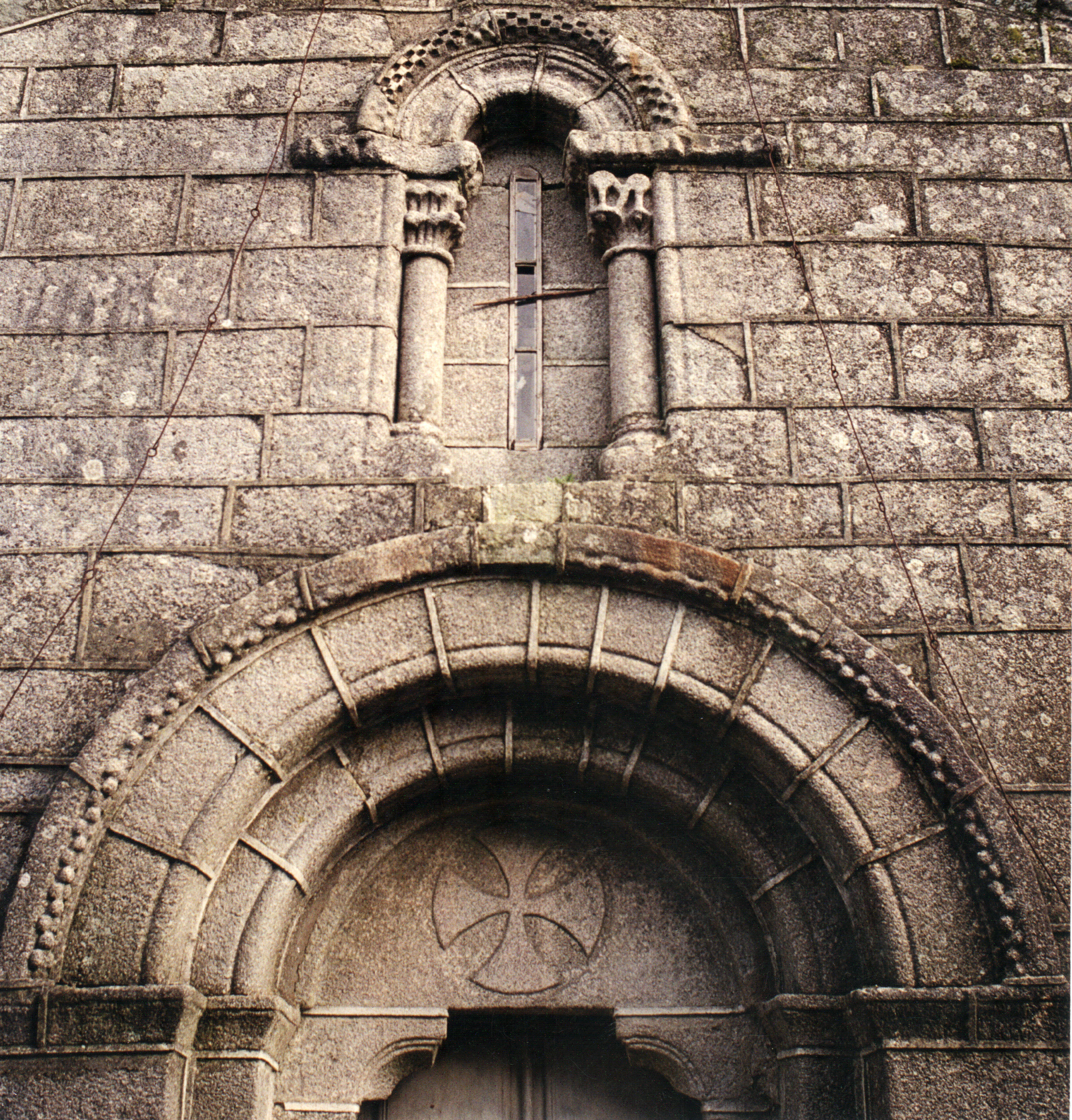
Eingangsportal
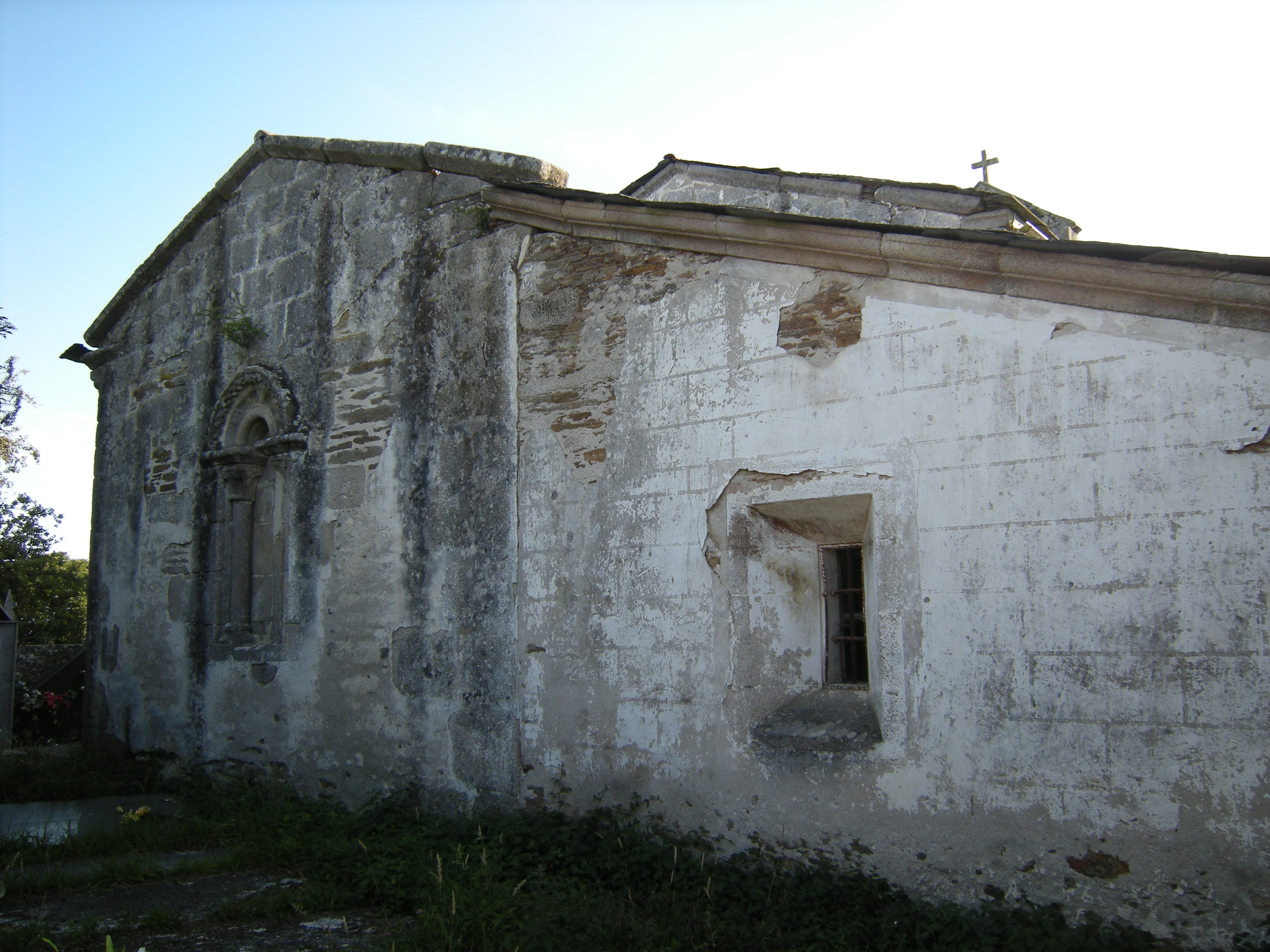
Apsis
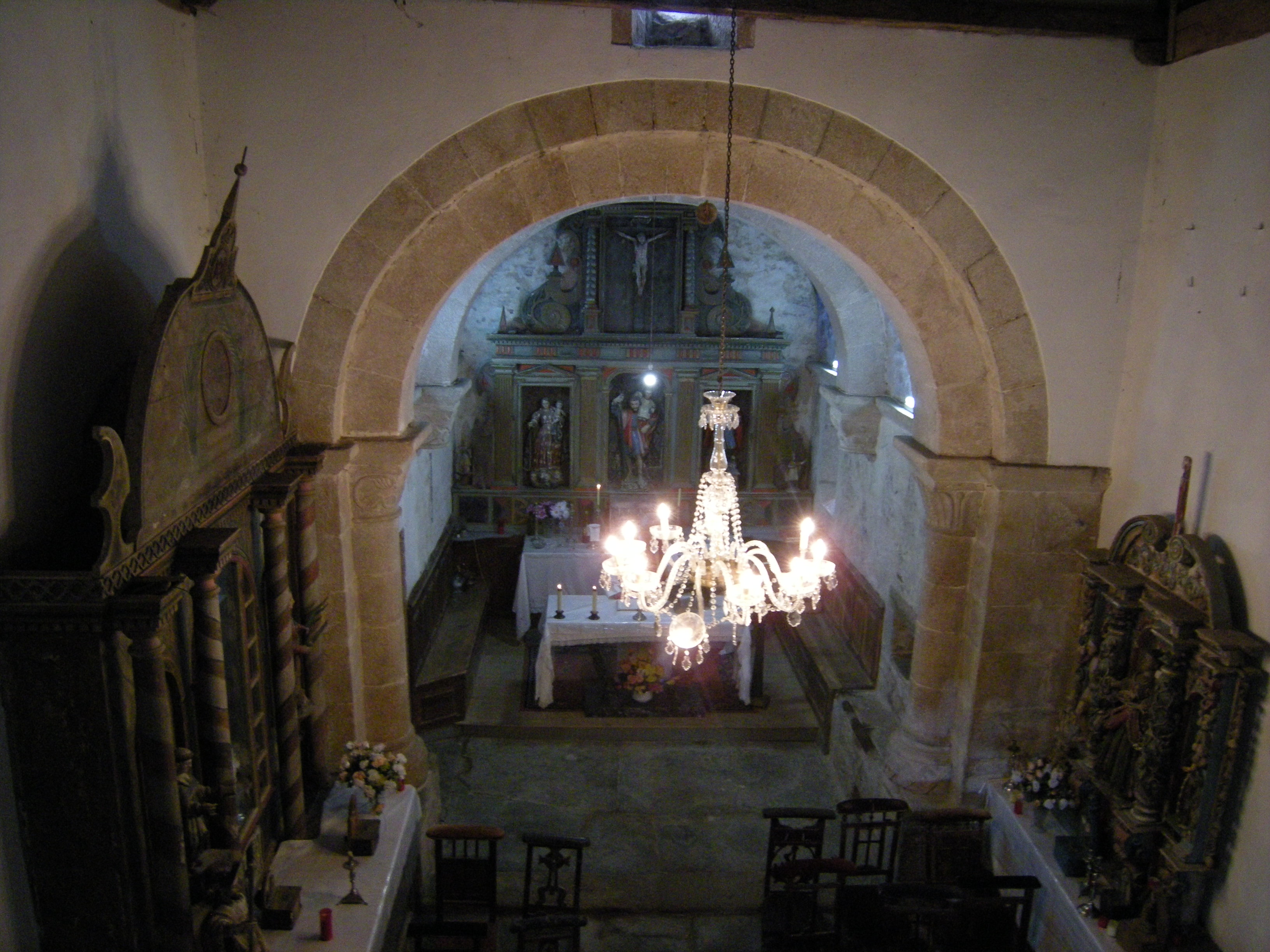
Triumphbogen
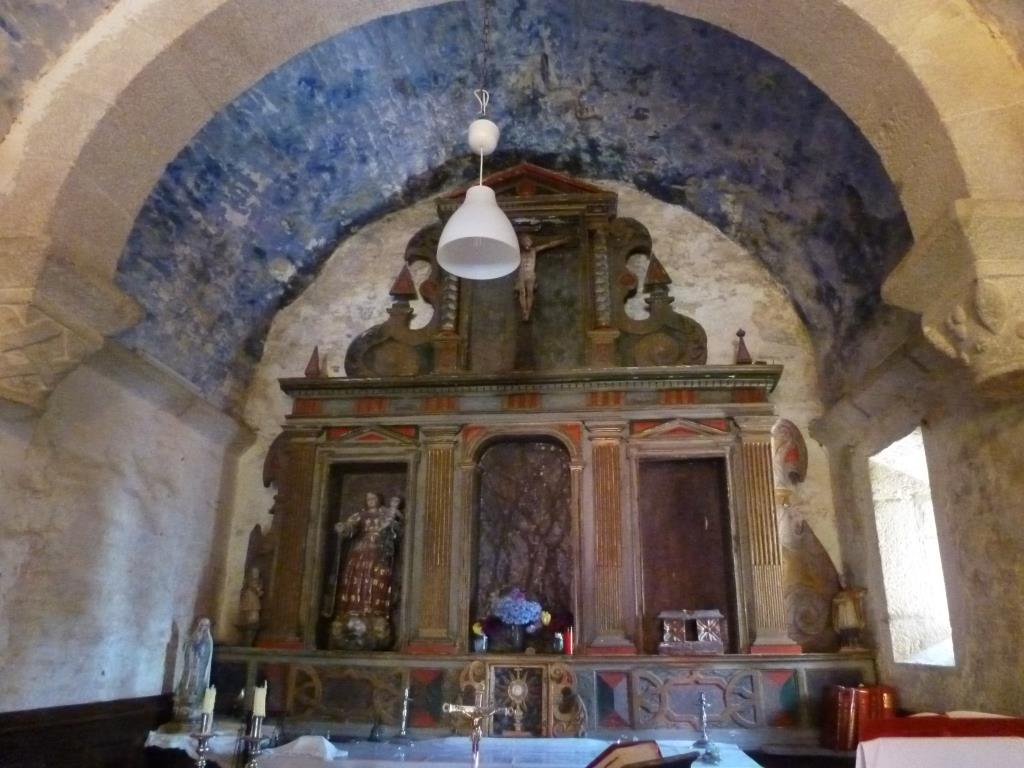
Altar
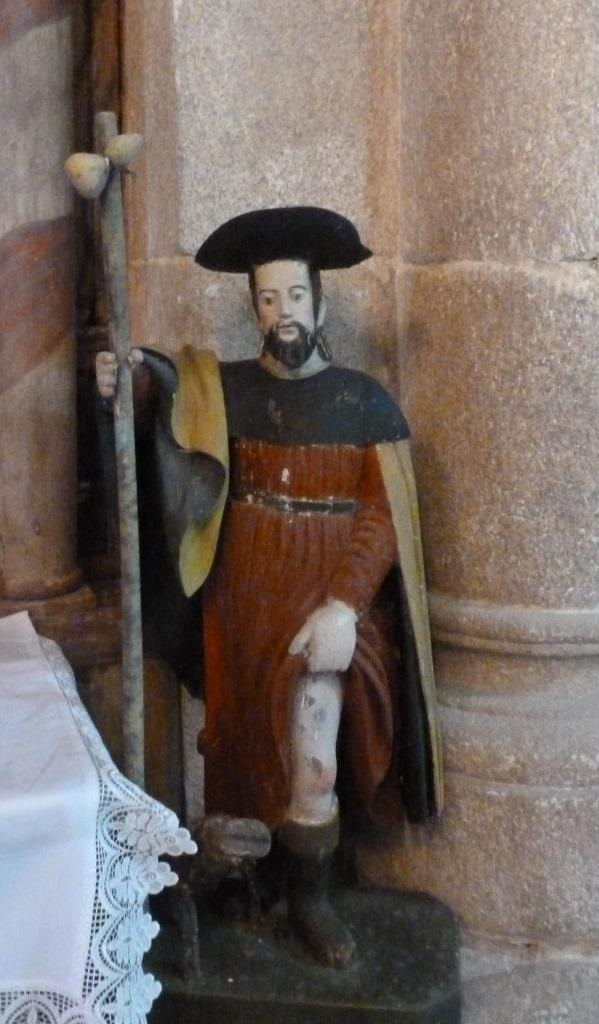
Heiliger Rochus
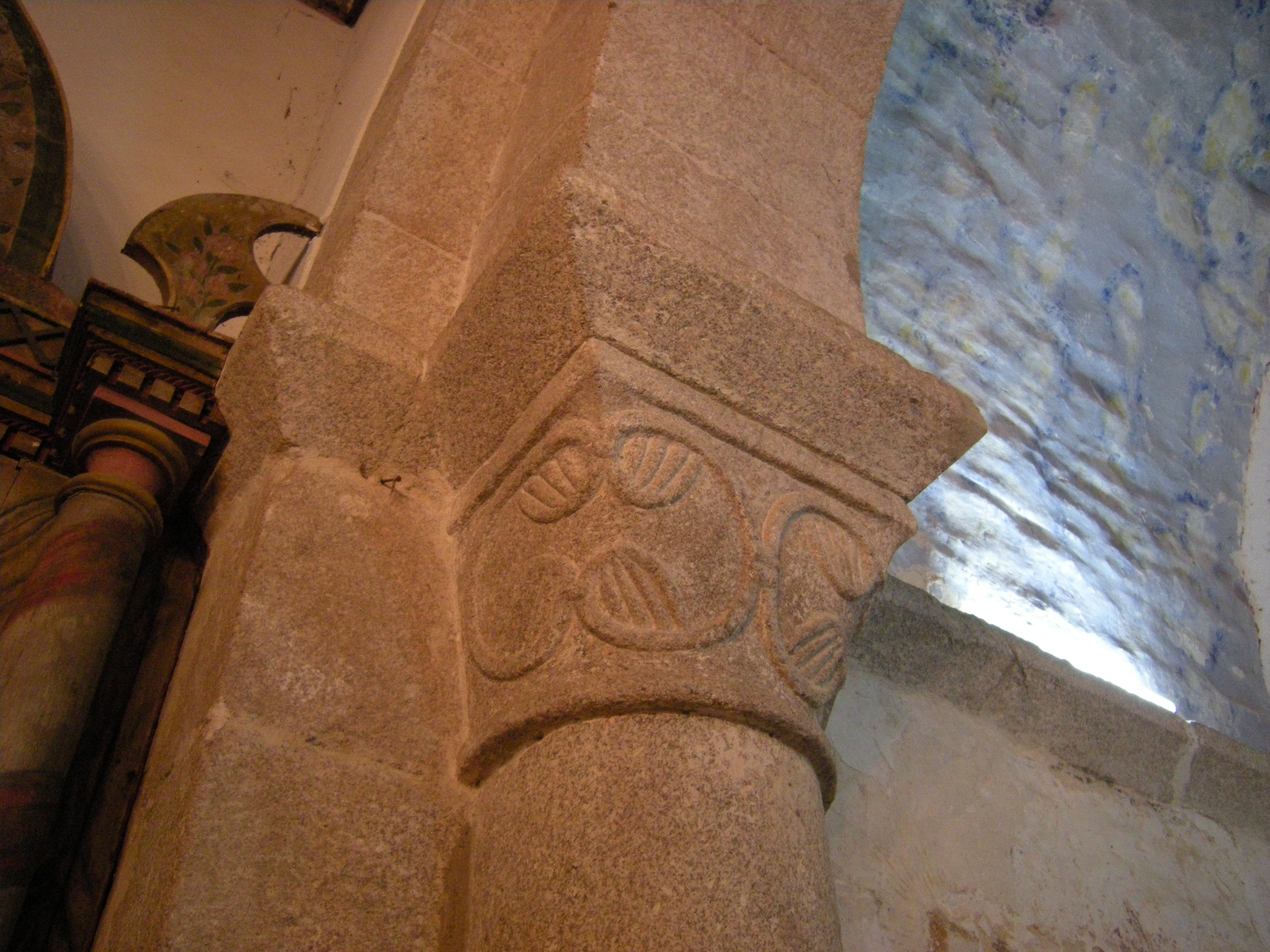
Säulenkapitell

- Pfarrkirche Rubián de Cima (Romanisch)

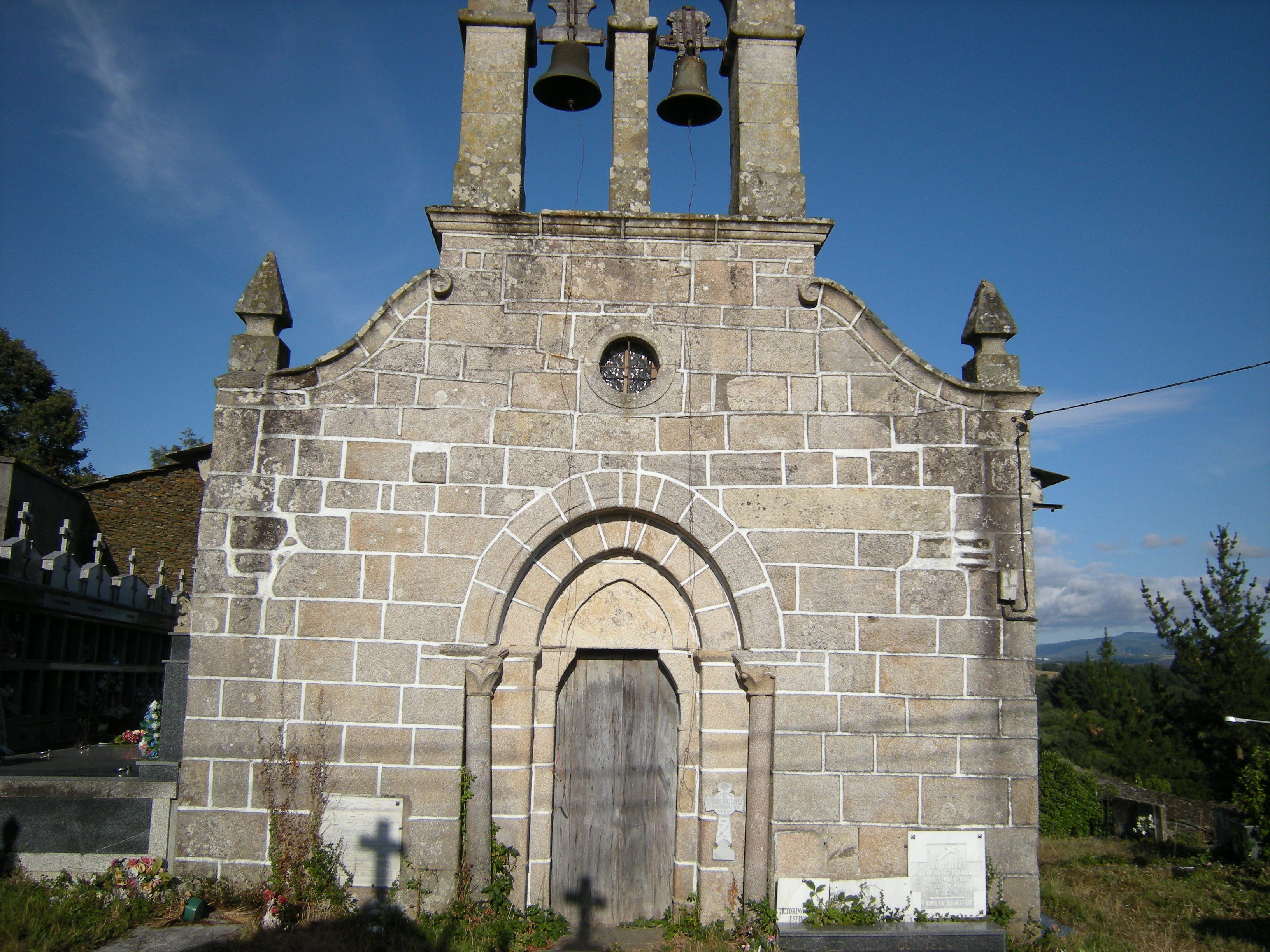
Hauptfassade
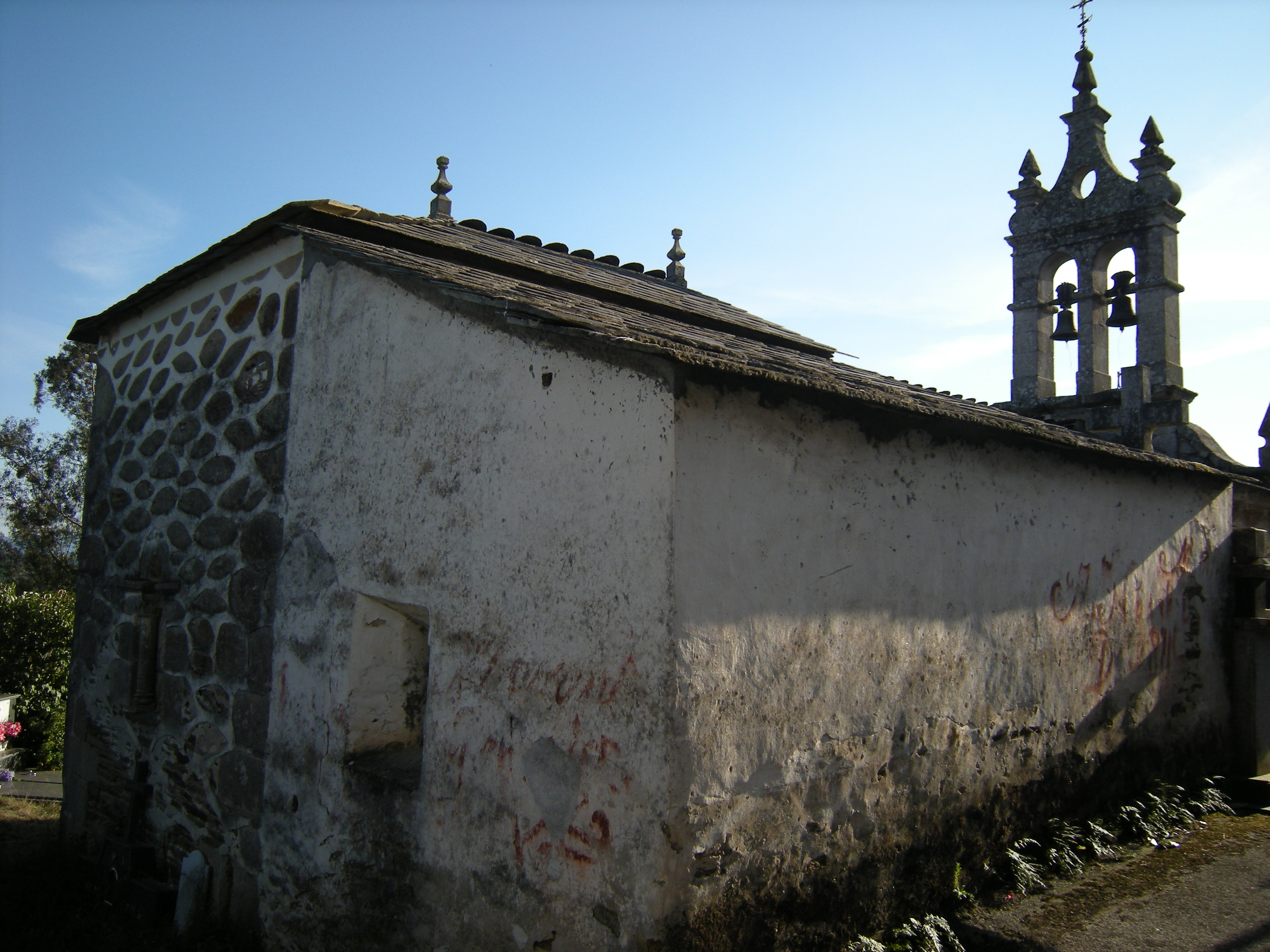
Apsis
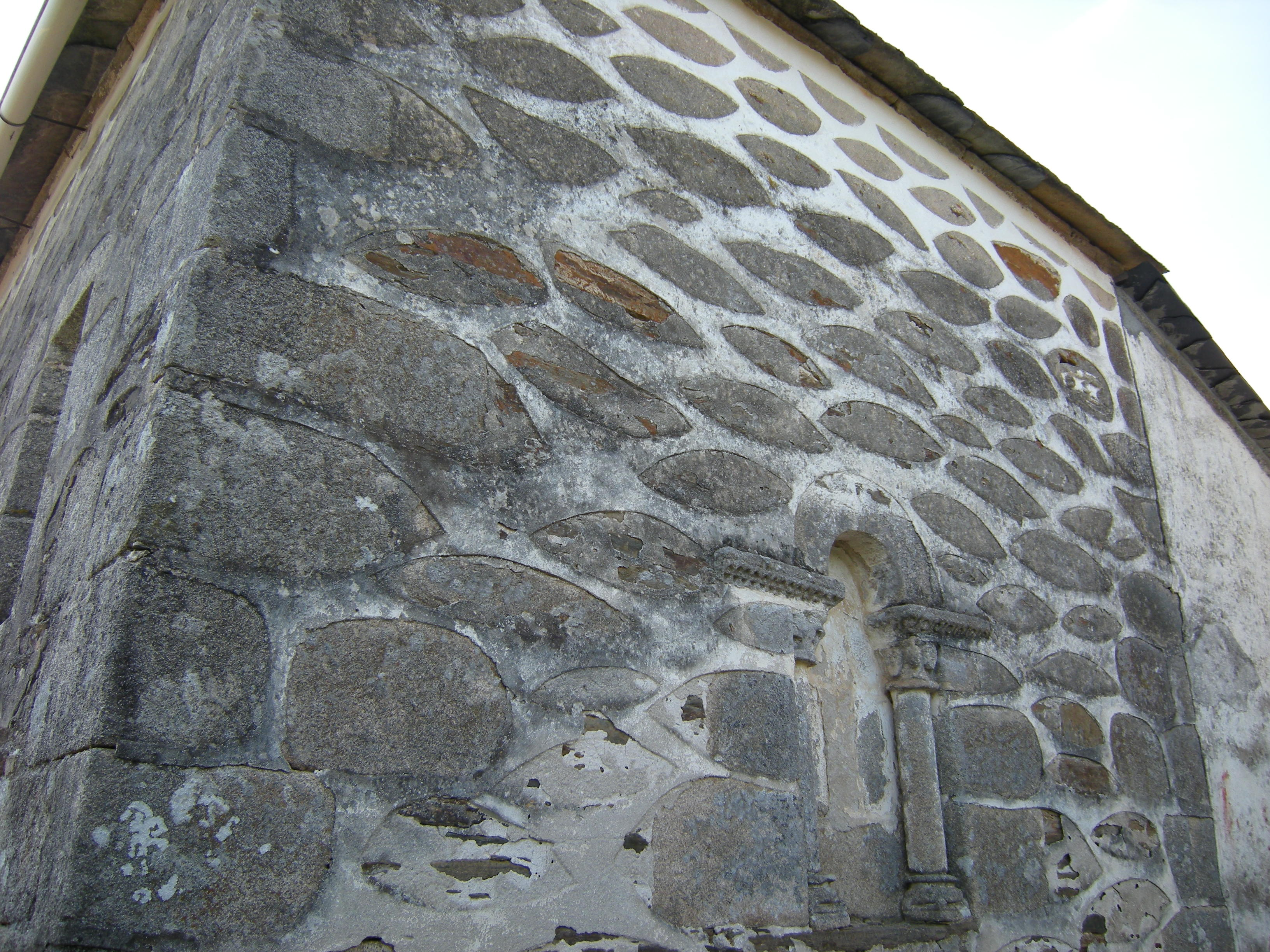
Zugemauertes Fenster in der Apsis

- Pfarrkirche von Goo (12. Jahrhundert)
- Pfarrkirche Santa Cristina do Viso (Romanisch)
- Ehemalige Pfarrkirche San Mamede de Vilasouto (Mitte 12. Jahrhundert)

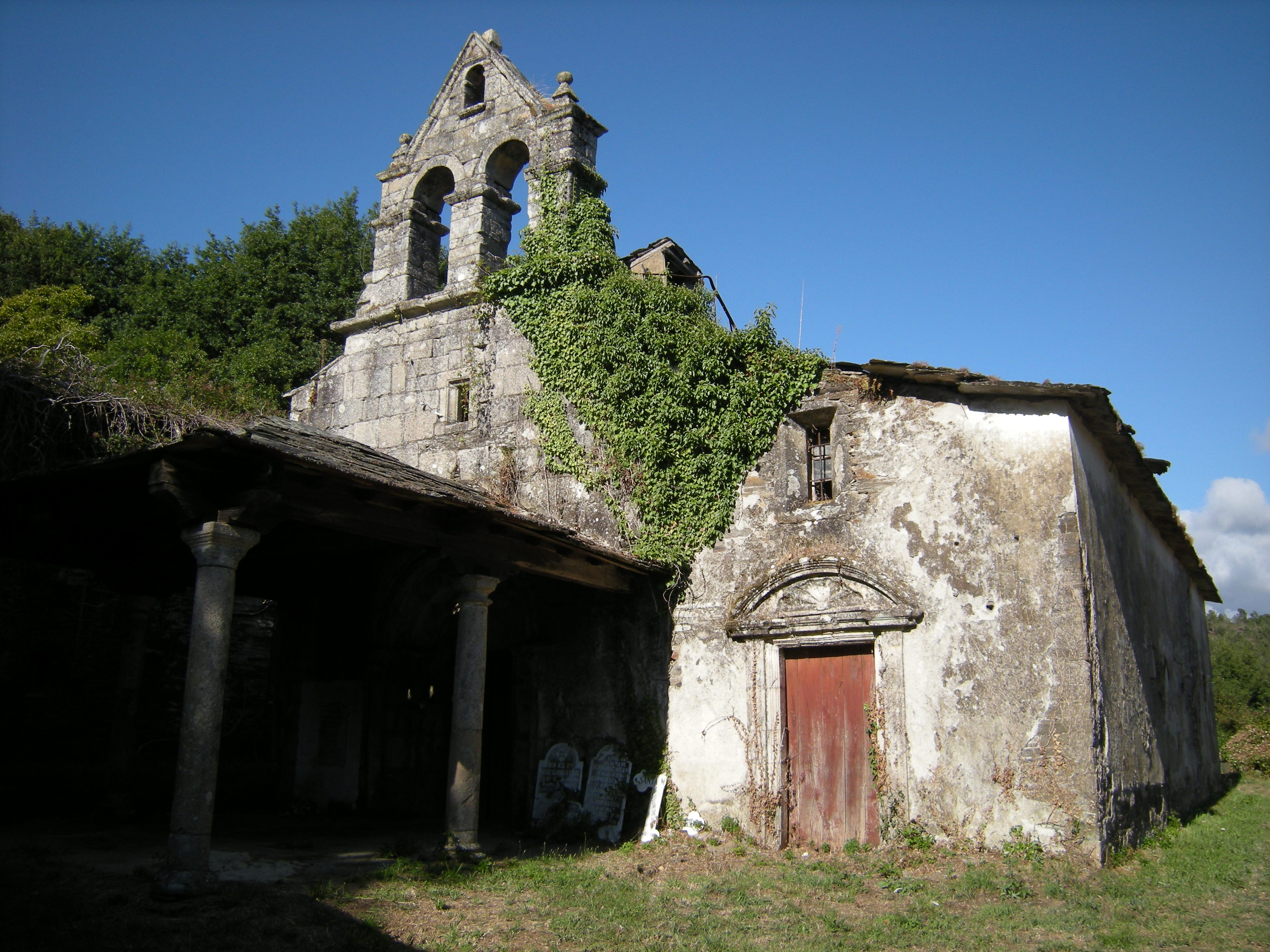
Pfarrkirche San Mamede de Vilasouto
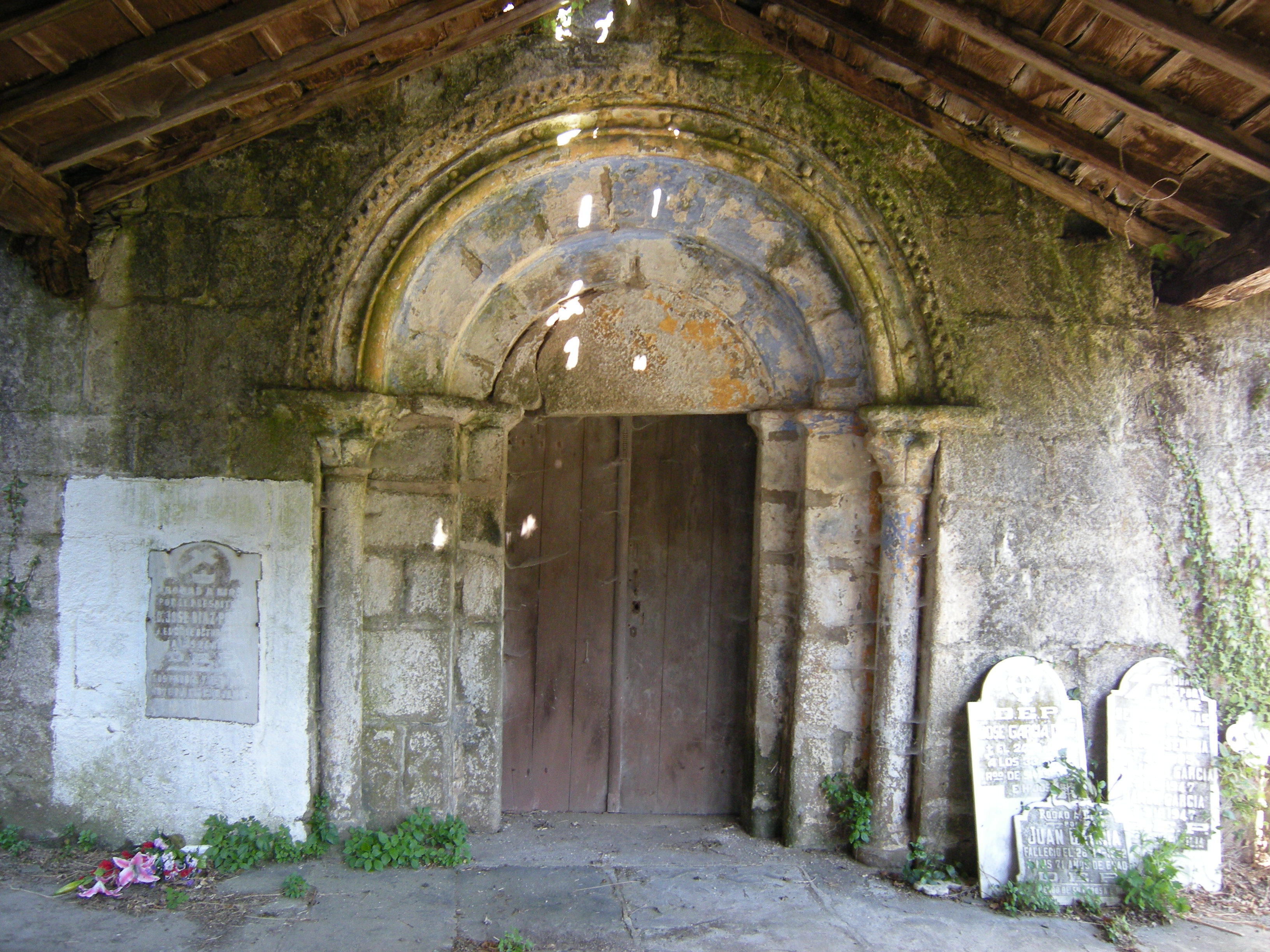
Eingangsportal
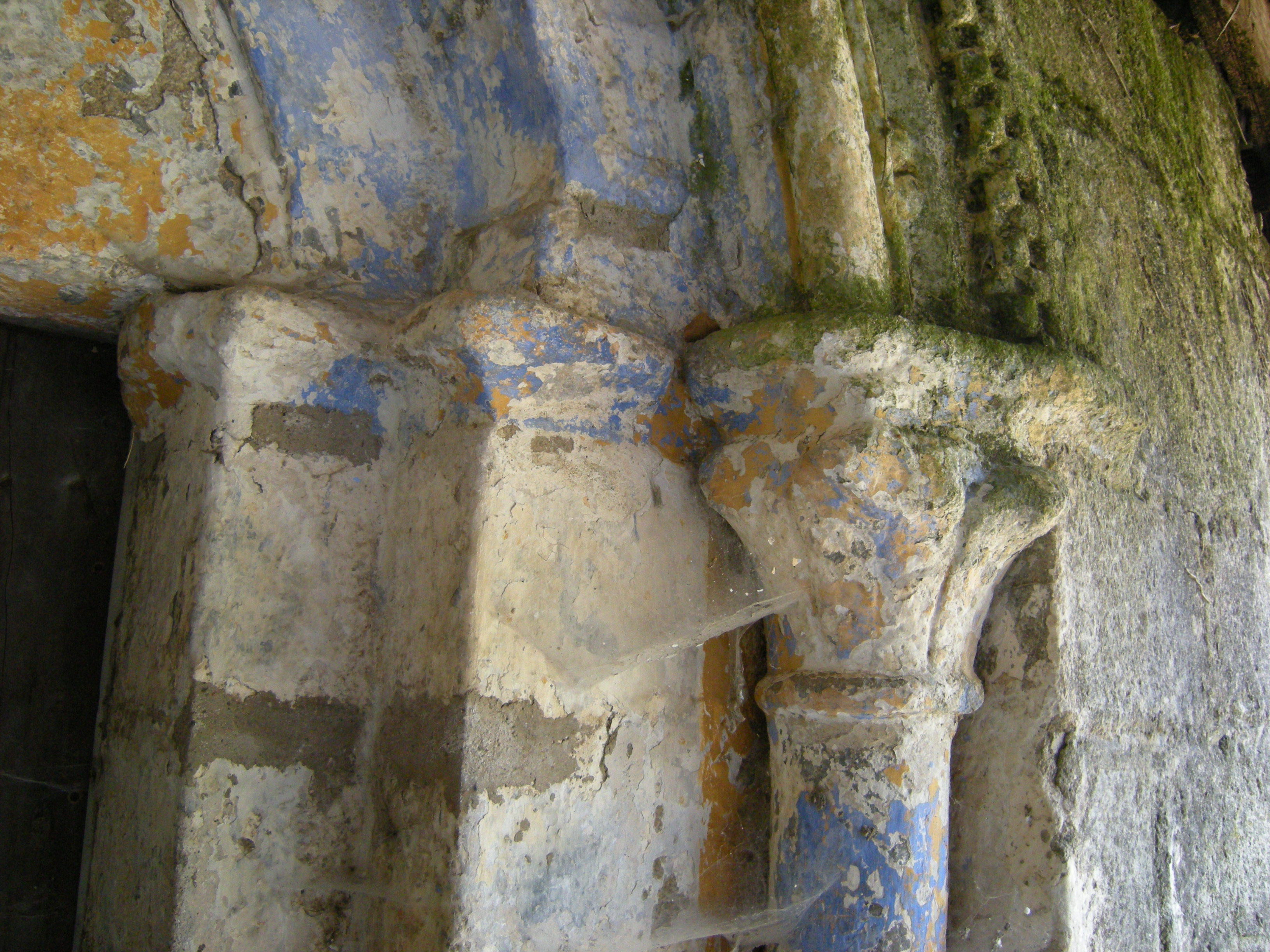
Säulenkapitelle
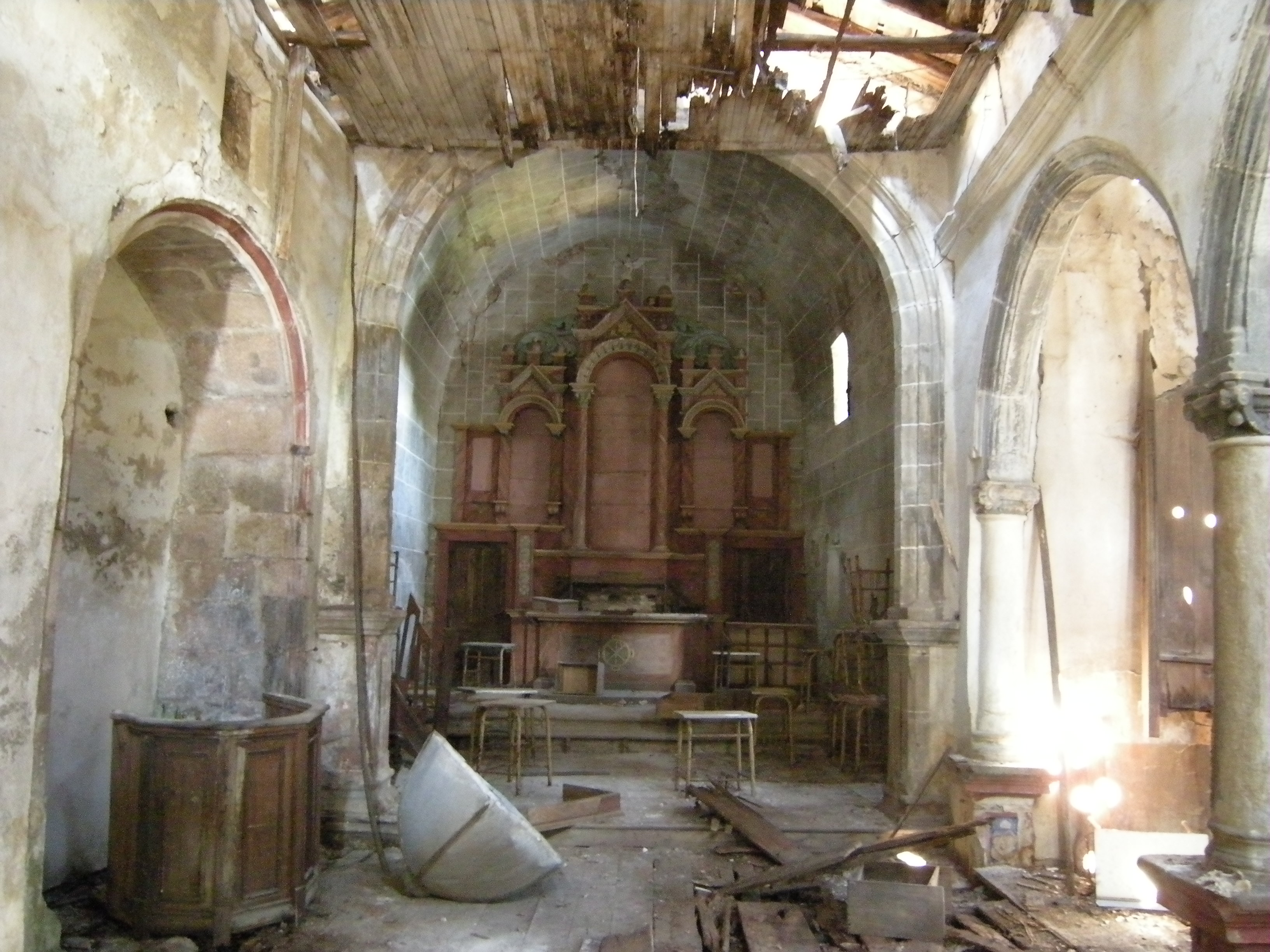
Kircheninneres

- Pfarrkirche San Pedro (Zeitpunkt der Errichtung unbekannt)
- Pfarrkirche San Xoán de Noceda (16. Jahrhundert)

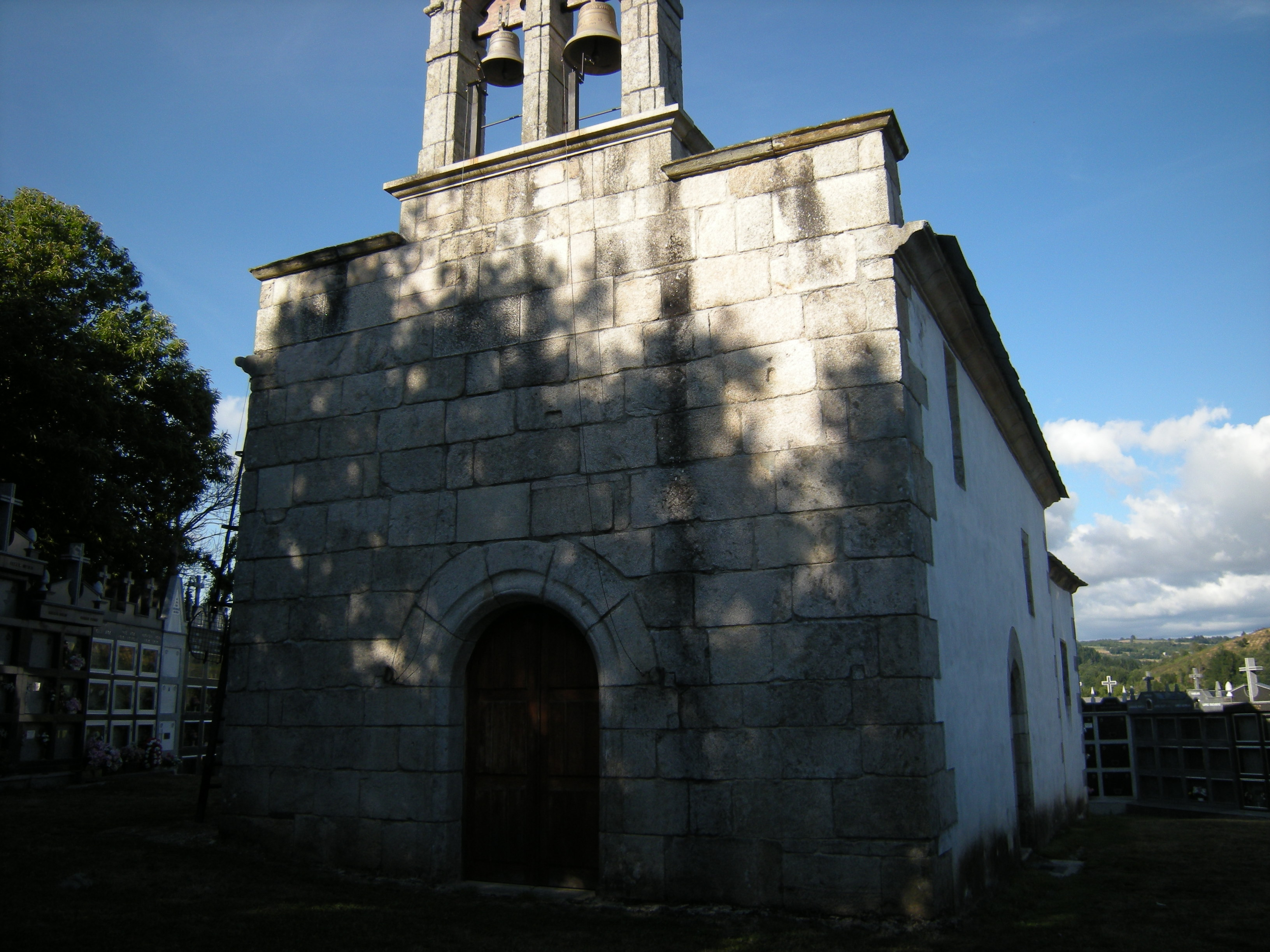
Hauptfassade
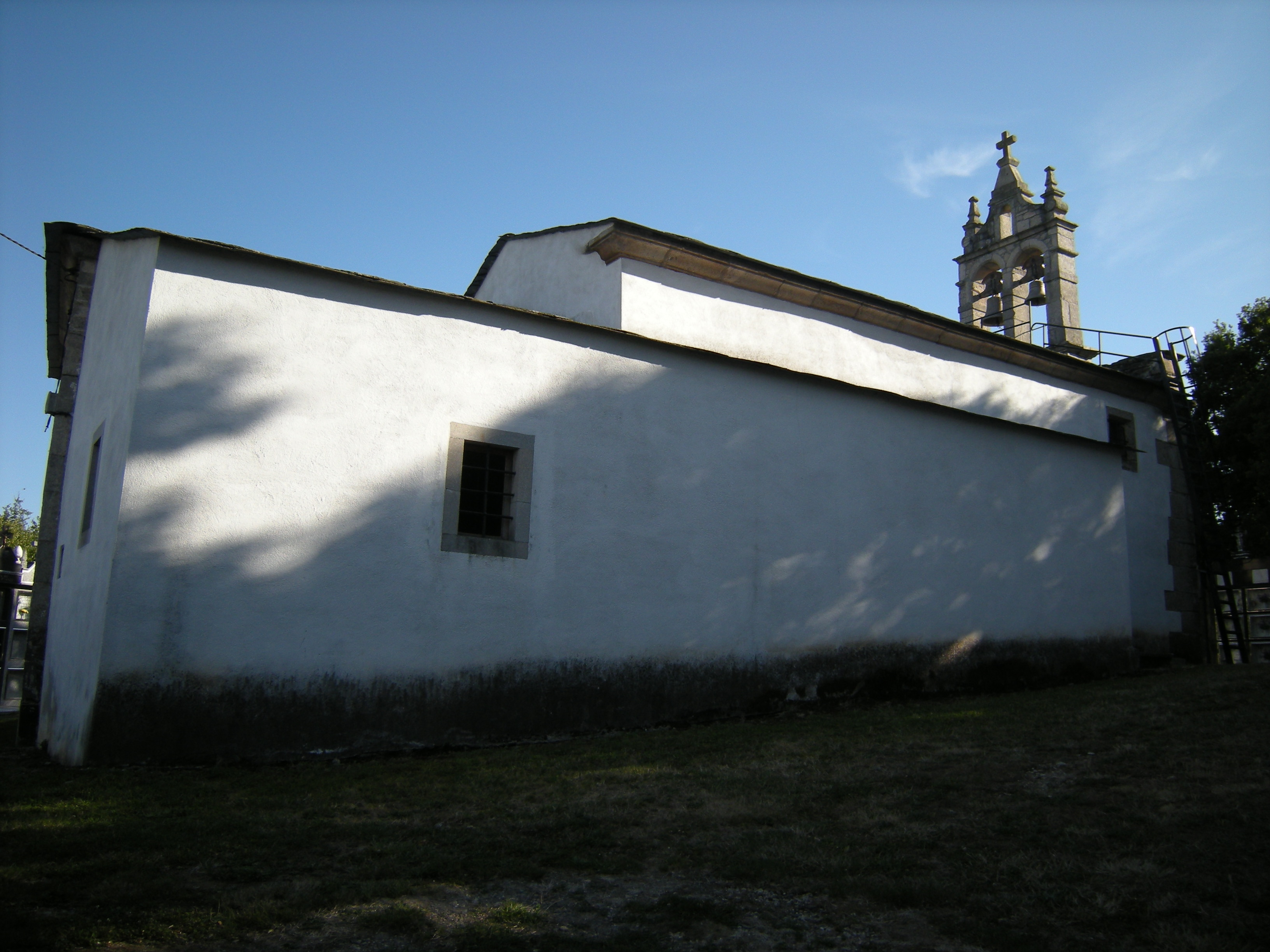
Nordwand

- Pfarrkirche San Xoán de Sirgueiros (Ausgehendes 17. Jahrhundert)
- Pfarrkirche Santa María de Eirexalba (16. Jahrhundert)
- Pfarrkirche Santa María de Pacios (Zeitpunkt der Errichtung unbekannt)
- Pfarrkirche Santa Cruz do Incio (1961 errichtet)

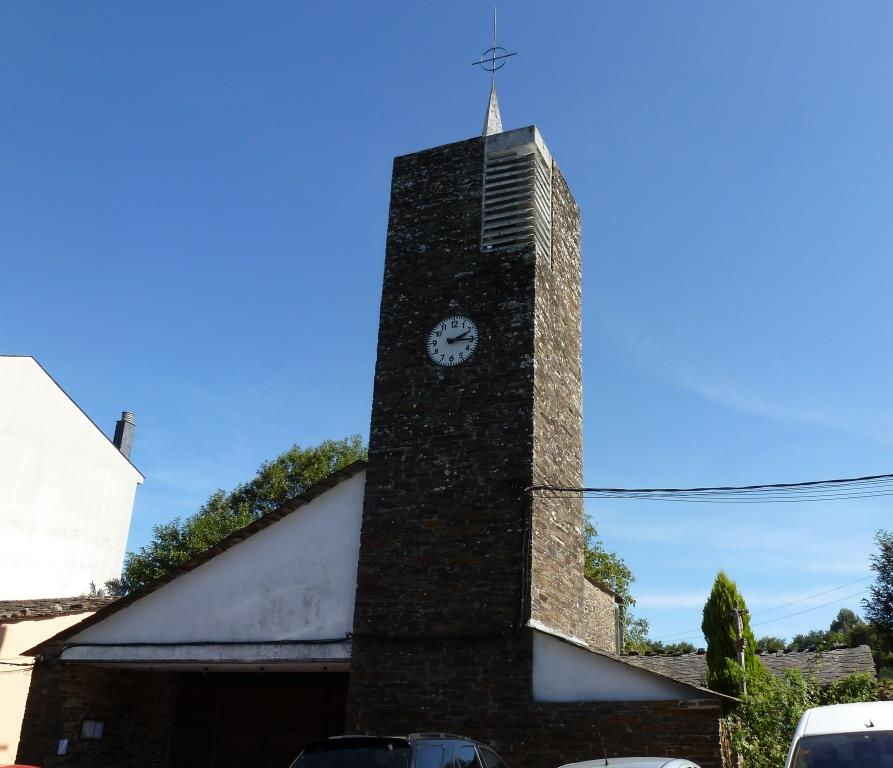
Pfarrkirche Santa Cruz do Incio
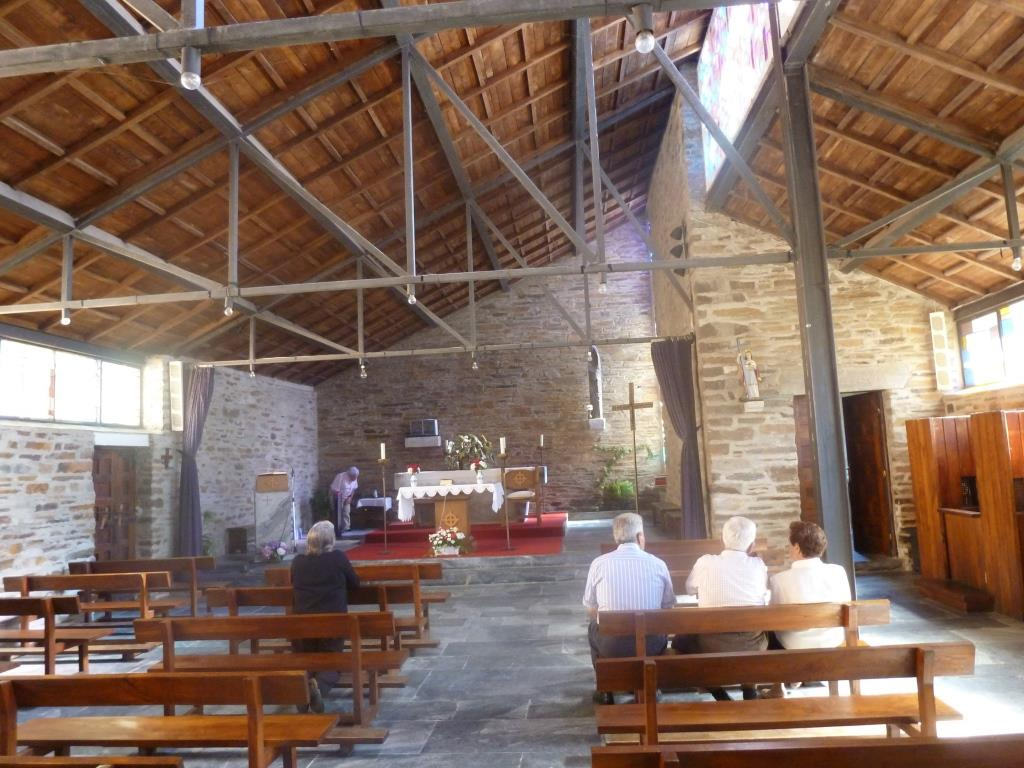
Innenraum

- Pfarrkirche San Xián de Santalla
- Pfarrkirche Vila de Mouros

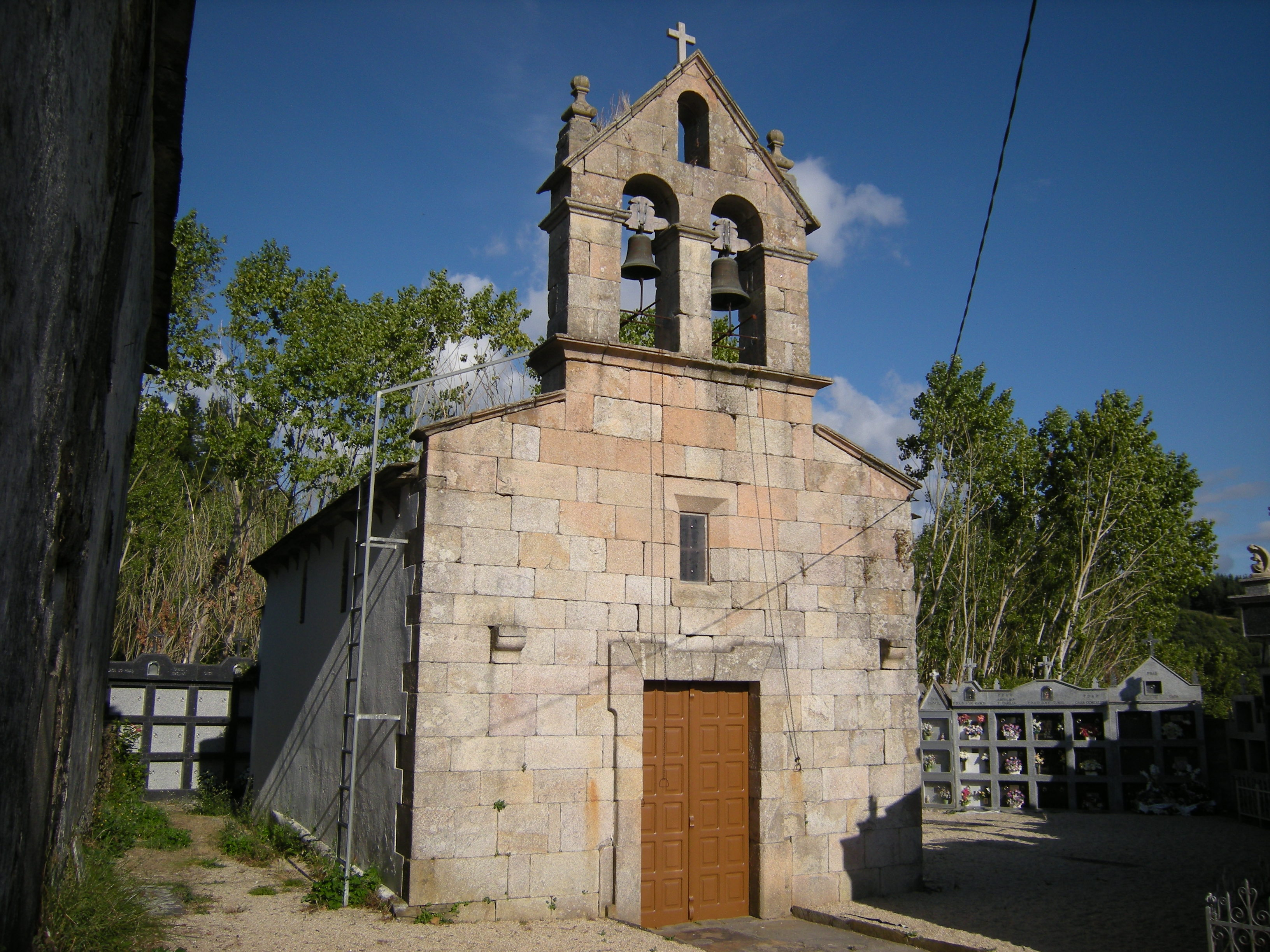
Hauptfassade

- Pfarrkirche Santa Eulalia de Trascastro
- Pfarrkirche von Vilarxoán
- Pfarrkirche Santa María de Rendar

## Wirtschaft
| Ackerbau, Viehzucht und Fischerei                                                  | 099 | 020,58 |
| Industrie                                                                          | 053 | 011,02 |
| Bauwirtschaft                                                                      | 024 | 04,99  |
| Dienstleistungsbetriebe                                                            | 305 | 063,41 |
| Total                                                                              | 481 | 100,00 |
| * Daten aus dem Statistischen Amt für Wirtschaftliche Entwicklung in Galicien, IGE |     |        |

## Verkehr
Die Gemeinde liegt größtenteils fernab von Fernverkehrsstraßen. Die Provinzstraße LU-546 durchquert den westlichen Teil des Gemeindegebiets on Nord nach Süd, verbindet O Incio mit Sarria im Norden und Bóveda im Süden. Die Provinzstraße LU-642 verbindet das Zentrum der Gemeinde mit Sarria im Norden und führt über A Ferrería als LU-P-1306 östlich weiter in Richtung Folgoso do Courel. Die Provinzstraße LU-641 verläuft vom Zentrum der Gemeinde in nördlicher Richtung nach Samos. Die Landstraße LU-653 verläuft in südlicher Richtung nach A Pobra do Brollón.